# Straßenbahn Nürnberg
Die Straßenbahn Nürnberg wird von der Verkehrs-Aktiengesellschaft Nürnberg (VAG) betrieben und ist neben der S-Bahn und der U-Bahn das dritte schienengebundene Nahverkehrsmittel in Nürnberg. Sie beförderte 2008 auf einem Streckennetz von 38 Kilometern mit sechs Linien 39,152 Millionen Fahrgäste. Im Juni 2003 waren rund 46 Prozent der Nürnberger Bevölkerung wohnungsnah an das Straßenbahnnetz angeschlossen.
Bis 20. Juni 1981 war der Straßenbahnbetrieb auch für das Netz in der Nachbarstadt Fürth zuständig und firmierte bis zu diesem Zeitpunkt unter dem Namen „Nürnberg-Fürther Straßenbahn“. Derzeit (2025) ist geplant, dass die Straßenbahn, welche seit 1981 auf das Nürnberger Stadtgebiet beschränkt gewesen ist, wieder jenseits der Stadtgrenze erweitert werden soll, diesmal im Zuge der Stadt-Umland-Bahn nach Erlangen und von dort weiter nach Herzogenaurach.

## Liniennetz
| | Linie               | Strecke                          | Haltestellen | Länge in km | Fahrzeit in min | Durchschnitts- geschwindigkeit in km/h | Durchschnittlicher Haltestellen- abstand | Takt in min | Takt in min | Takt in min | Takt in min | Takt in min | Takt in min | Takt in min | Takt in min | Takt in min |  |
| Mo bis Fr | Mo bis Fr           | Mo bis Fr                        | Haltestellen | Länge in km | Fahrzeit in min | Durchschnitts- geschwindigkeit in km/h | Durchschnittlicher Haltestellen- abstand | Sa          | Sa          | Sa          | Sa          | So          | So          |             |             |             |  |
| 0500 – 0600 | Linie               | Strecke                          | Haltestellen | Länge in km | Fahrzeit in min | Durchschnitts- geschwindigkeit in km/h | Durchschnittlicher Haltestellen- abstand | 0600 – 2030 | 2030 – 0030 | 0500 – 0600 | 0600 – 0830 | 0830 – 2000 | 2000 – 0030 | 0500 – 0600 | 0600 – 0030 |             |  |
| --- | ------------------- | -------------------------------- | ------------ | ----------- | --------------- | -------------------------------------- | ---------------------------------------- | ----------- | ----------- | ----------- | ----------- | ----------- | ----------- | ----------- | ----------- | ----------- |  |
| | Straßenbahnlinie 4  | Gibitzenhof – Am Wegfeld         | 19           | 8,3         | 28              | 17,8                                   | 461 m                                    | 10          | 10          | 20          | 20          | 20          | 10          | 20          | 20          | 20          |  |
| Gibitzenhof – Dianaplatz – Alemannenstraße – Brehmstraße – Landgrabenstraße – Steinbühl – Kohlenhof – Plärrer – Obere Turnstraße – Hallertor – Tiergärtnertor – Friedrich-Ebert-Platz – Juvenellstraße – Bucher Straße/Nordring – Thon – Cuxhavener Straße – Schleswiger Straße – Bamberger Straße – Am Wegfeld | Straßenbahnlinie 4  |                                  |              |             |                 |                                        |                                          |             |             |             |             |             |             |             |             |             |  |

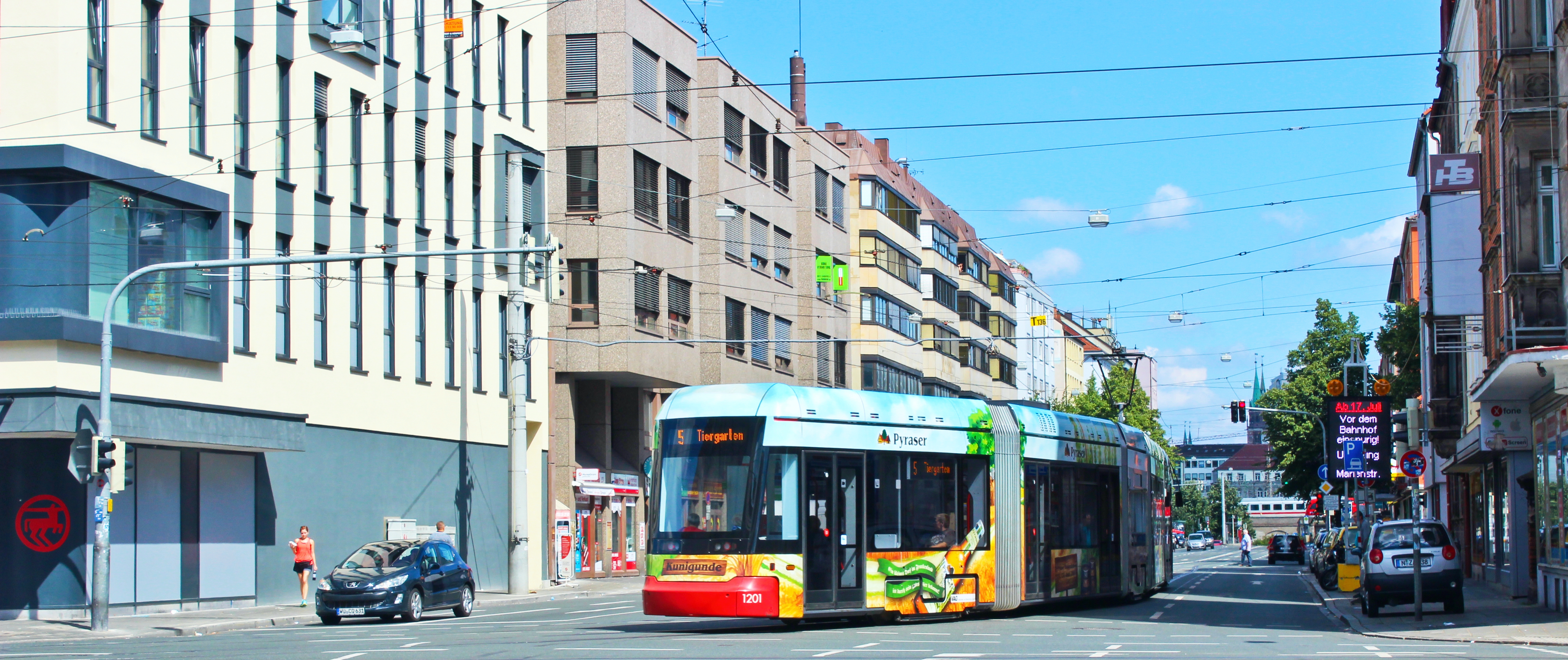
Abzweig Pillenreuther Straße/Wölckernstraße

| | Straßenbahnlinie 5  | Tiergarten – Worzeldorfer Straße | 26           | 11,7        | 35              | 18,4                                   | 468 m                                    | 10          | 10          | 20          | 20          | 20          | 10          | 20          | 20          | 20          |  |
| Tiergarten – Siedlerstraße – Balthasar-Neumann-Straße – Mögeldorf – Lechnerstraße – Business Tower – Marthastraße – Arminiusstraße – Tullnaupark – Dürrenhof – Marientunnel – Hauptbahnhof – Celtisplatz – Aufseßplatz – Christuskirche – Humboldtstraße – Schuckertstraße – Siemensstraße – Lothringer Straße – Frankenstraße – Trafowerk – Am Rangierbahnhof – Finkenbrunn – Südfriedhof – Saarbrückener Straße – Worzeldorfer Straße      | Straßenbahnlinie 5  |                                  |              |             |                 |                                        |                                          |             |             |             |             |             |             |             |             |             |  |

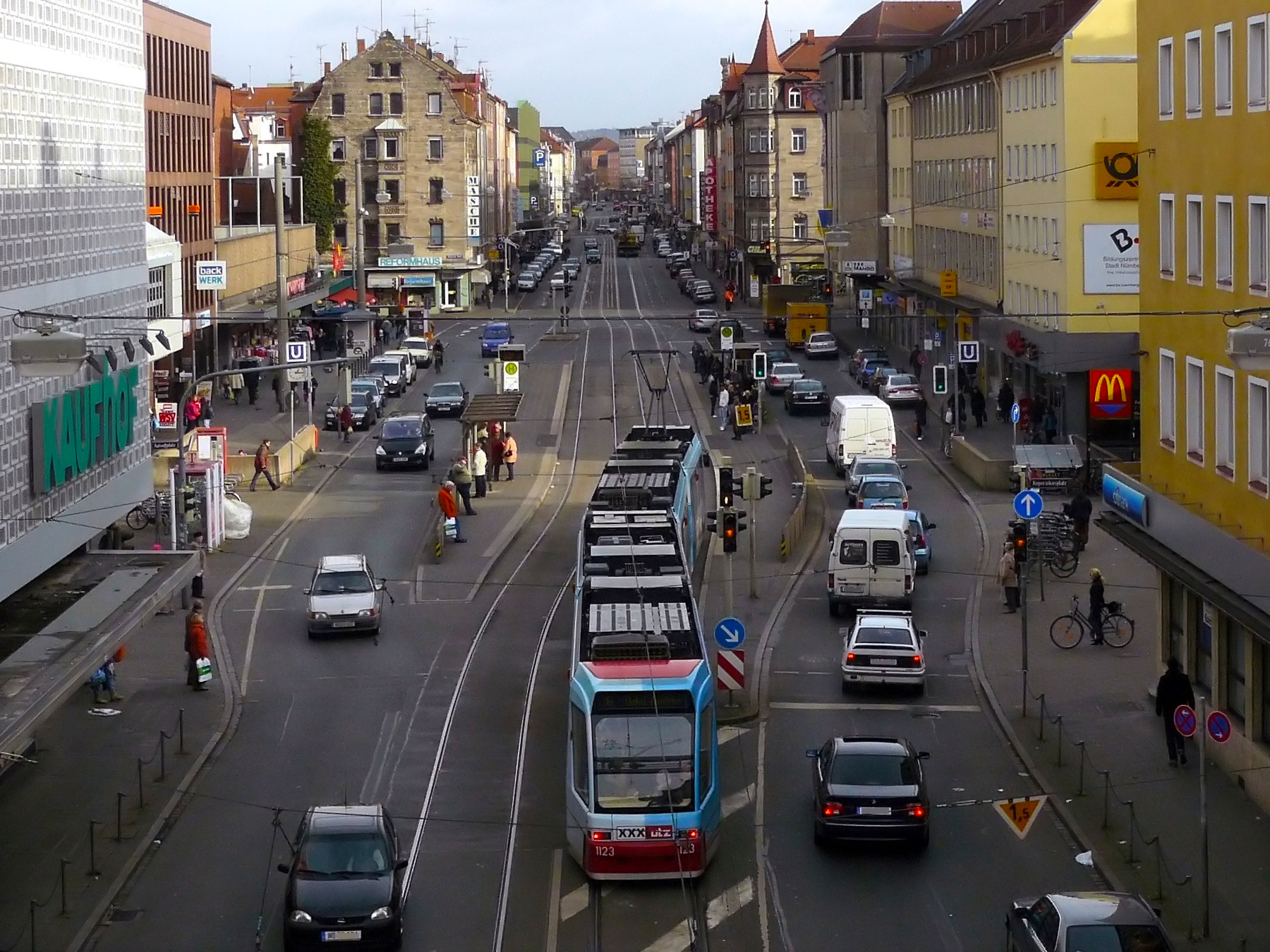
Haltestelle Aufseßplatz (2008)

| | Straßenbahnlinie 6  | Doku-Zentrum – Westfriedhof      | 22           | 8,3         | 30              | 16,6                                   | 395 m                                    | 10          | 10          | 20          | 20          | 20          | 10          | 20          | 20          | 20          |  |
| Doku-Zentrum – Dutzendteich – Fliegerstraße – Immelmannstraße – Scharrerstraße – Peterskirche – Harsdörfferplatz – Schweiggerstraße – Hummelsteiner Weg – Aufseßplatz – Christuskirche – Heynestraße – Landgrabenstraße – Steinbühl – Kohlenhof – Plärrer – Obere Turnstraße – Hallertor – Hallerstraße – St. Johannisfriedhof – Julienstraße – Westfriedhof                                                                                 | Straßenbahnlinie 6  |                                  |              |             |                 |                                        |                                          |             |             |             |             |             |             |             |             |             |  |
| | Straßenbahnlinie 7  | Hauptbahnhof – Tristanstraße     | 6            | 2,8         | 8               | 21                                     | 467 m                                    | –           | 10          | 20          | –           | 20          | 10          | 20          | –           | 20          |  |
| Hauptbahnhof – Marientunnel – Scheurlstraße – Schweiggerstraße – Wodanstraße – Tristanstraße | Straßenbahnlinie 7  |                                  |              |             |                 |                                        |                                          |             |             |             |             |             |             |             |             |             |  |
| | Straßenbahnlinie 8  | Doku-Zentrum – Erlenstegen       | 21           | 7,5         | 27              | 16,8                                   | 375 m                                    | 10          | 10          | 20          | 20          | 20          | 10          | 20          | 20          | 20          |  |
| Doku-Zentrum – Luitpoldhain – Meistersingerhalle – Platz der Opfer des Faschismus – Holzgartenstraße – Wodanstraße – Schweiggerstraße – Widhalmstraße – Hauptbahnhof – Marientor – Wöhrder Wiese – Rathenauplatz – Stresemannplatz – Deichslerstraße – Tauroggenstraße – Tafelhalle – Ostbahnhof – Thumenberger Weg – Platnersberg – Erlenstegen                                                                                             | Straßenbahnlinie 8  |                                  |              |             |                 |                                        |                                          |             |             |             |             |             |             |             |             |             |  |
| | Straßenbahnlinie 10 | Dutzendteich – Am Wegfeld        | 26           | 10,6        | 34              | 18,7                                   | 424 m                                    | 10          | 10          | 20          | 20          | 20          | 10          | 20          | 20          | 20          |  |
| Dutzendteich – Fliegerstraße – Immelmannstraße – Scharrerstraße – Peterskirche – Harsdörfferplatz – Schweiggerstraße – Hummelsteiner Weg – Aufseßplatz – Christuskirche – Heynestraße – Landgrabenstraße – Steinbühl – Kohlenhof – Plärrer – Obere Turnstraße – Hallertor – Tiergärtnertor – Friedrich-Ebert-Platz – Juvenellstraße – Bucher Straße/Nordring – Thon – Cuxhavener Straße – Schleswiger Straße – Bamberger Straße – Am Wegfeld | Straßenbahnlinie 10 |                                  |              |             |                 |                                        |                                          |             |             |             |             |             |             |             |             |             |  |
| | Straßenbahnlinie 11 | Tiergarten – Gibitzenhof         | 20           | 9,1         | 29              | 18,3                                   | 479 m                                    | 10          | 10          | 20          | 20          | 20          | 10          | 20          | 20          | 20          |  |
| Tiergarten – Siedlerstraße – Balthasar-Neumann-Straße – Mögeldorf – Lechnerstraße – Business Tower – Marthastraße – Arminiusstraße – Tullnaupark – Dürrenhof – Marientunnel – Hauptbahnhof – Celtisplatz – Aufseßplatz – Christuskirche – Heynestraße – Brehmstraße – Alemannenstraße – Dianaplatz – Gibitzenhof | Straßenbahnlinie 11 |                                  |              |             |                 |                                        |                                          |             |             |             |             |             |             |             |             |             |  |

 Anmerkung: die im Linienlauf fett dargestellten Stationen markieren die Endhaltestellen und Umsteigestationen zu anderen Straßenbahnlinien 
  Gibitzenhof – Am Wegfeld
Ihren Ausgangspunkt hat die Linie 4, ebenso wie die Linie 11, an der Haltestelle Gibitzenhof zwischen Heistersteg und Löffelholzstraße. Von dort aus verläuft sie über die Diana- und Gibitzenhofstraße zur Kreuzung mit der Landgrabenstraße und trifft dort auf die Linien 6 und 10, während die Linie 11 auf den Weg der anderen beiden Linien abzweigt. Zusammen mit den Linien 6 und 10 führt sie durch den Steinbühler Tunnel zur Haltestelle Steinbühl (mit Umsteigemöglichkeit zu den S-Bahn-Linien S 1 und S 2) und anschließend durch die Steinbühler Straße zum Plärrer. Von der inmitten des Plärrers gelegenen Haltestelleninsel, wo eine Umsteigemöglichkeit zur U-Bahn besteht, geht es über die Dennerstraße und den Spittlertor- und Westtorgraben zur Haltestelle Hallertor, nach der die Linie 6 Richtung Westfriedhof abzweigt. Die Linien 4 und 10 führen weiter entlang des Neutorgrabens und der Bucher Straße zur Haltestelle Friedrich-Ebert-Platz, überqueren die Ringstraße (B 4 R) und erreichen in Mittellage der Erlanger Straße (B 4) die Haltestelle Thon. Diese befindet sich südwestlich der Einmündung der Forchheimer Straße. Anschließend führt die Strecke in Mittellage der Erlanger Straße weiter, überquert die Erlanger Straße und erreicht die Endhaltestelle Am Wegfeld. Diese verfügt über einen Busbahnhof mit den Buslinien nach Fürth, ins Knoblauchsland, zum Flughafen sowie nach Erlangen.
  Tiergarten – Worzeldorfer Straße
Von der Wendeschleife Tiergarten aus verläuft die Linie 5, ebenso wie die Linie 11, zunächst durch den Wald westlich und ab der Einmündung der Falterstraße auf der Schmausenbuckstraße. Nach Unterquerung der Bahnstrecke Nürnberg–Irrenlohe erreichen die beiden Linien den Mögeldorfer Plärrer und die Haltestelle Mögeldorf, an der zur S 2 nach Hartmannshof umgestiegen werden kann. Weiter geht es durch die Ostendstraße vorbei am Business Tower der Nürnberger Versicherung sowie am Wöhrder See mit dem Norikus. Über die Kressengarten- und Dürrenhofstraße erreichen die Linien 5 und 11 die Haltestelle Dürrenhof, wo abermals zur S 2 nach Lauf und zur S 3 nach Altdorf umgestiegen werden kann. Über die Bahnhofstraße erreicht die Strecke der Linien 5 und 11 die Haltestelle Marientunnel, an der sie auf die Linie 8 treffen und mit ihr zum Bahnhofsplatz führen. An der dortigen Haltestelle Hauptbahnhof besteht Umsteigemöglichkeit zur U-, S- und Regionalbahn. Danach verlaufen sie durch die Neubaustrecke an der nördlichen Pillenreuther Straße am Celtisplatz vorbei bis zum Aufseßplatz, von wo sie sich mit den Linien 6 und 10 den Weg bis zur Christuskirche teilen. Hier zweigt die Linie 5 Richtung Süden ab und führt über die Frankenstraße am Betriebswerk und am Südfriedhof vorbei bis hin zum Endhaltepunkt Worzeldorfer Straße.

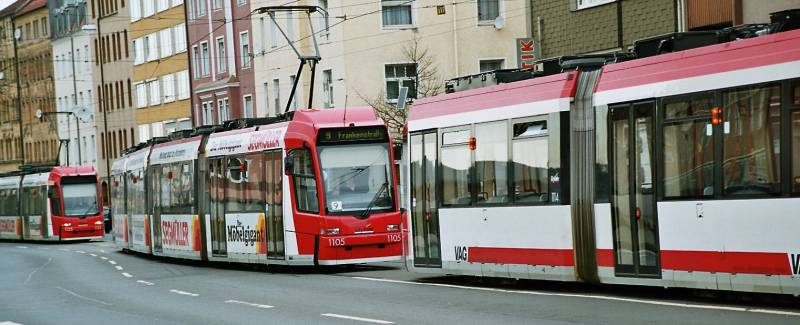
Drei Straßenbahnen des Typs GT8N auf dem Weg zum Betriebshof Heinrich-Alfes-Straße (2004)

  Doku-Zentrum – Westfriedhof
Die Linie 6 beginnt an der Haltestelle Doku-Zentrum nach dem Linienwechsel mit der Linie 8 von Erlenstegen. Sie verläuft zunächst entlang der Bayernstraße, überquert diese und erreicht die Haltestelle Dutzendteich, an der Umsteigemöglichkeit zur S 3 nach Altdorf besteht. Ab hier verläuft die Linie zusammen mit der Linie 10 durch die Dutzendteichstraße und weiter auf der Regensburger Straße an der Bundesagentur für Arbeit und am Historischen Straßenbahndepot St. Peter vorbei und erreicht durch die Harsdörffer- und Schweiggerstraße die Haltestelle Schweiggerstraße. Diese befindet sich an der Kreuzung Allersberger Straße, Schweigger- und Wölckernstraße, wo Umsteigemöglichkeit zu den Linien 7 und 8 besteht. Weiter verlaufen die Linien 6 und 10 durch die Wölckernstraße zur Haltestelle Aufseßplatz, an der zur U-Bahn umgestiegen werden kann und die Linien 6 und 10 auf die Linien 5 und 11 treffen, und zur Haltestelle Christuskirche, wo die Linie 5 Richtung Süden abzweigt. Über die Landgrabenstraße erreichen die 6 und die 10 die gleich lautende Haltestelle an der Kreuzung mit der Gibitzenhofstraße und treffen auf die Linie 4, mit der sie über die Haltestellen Steinbühl und Plärrer bis Hallertor den gleichen Linienweg haben. Bereits nach der Station Heynestraße zweigt die Linie 11 auf den Kurs der Linie 4 nach Gibitzenhof ab. Nach der Haltestelle Hallertor biegt die Linie 6 nach Westen ab und verläuft durch die Johannisstraße bis zur Endhaltestelle Westfriedhof, während die Linie 10 ab hier den Kurs mit der Linie 4 bis Am Wegfeld teilt.
  Hauptbahnhof – Tristanstraße

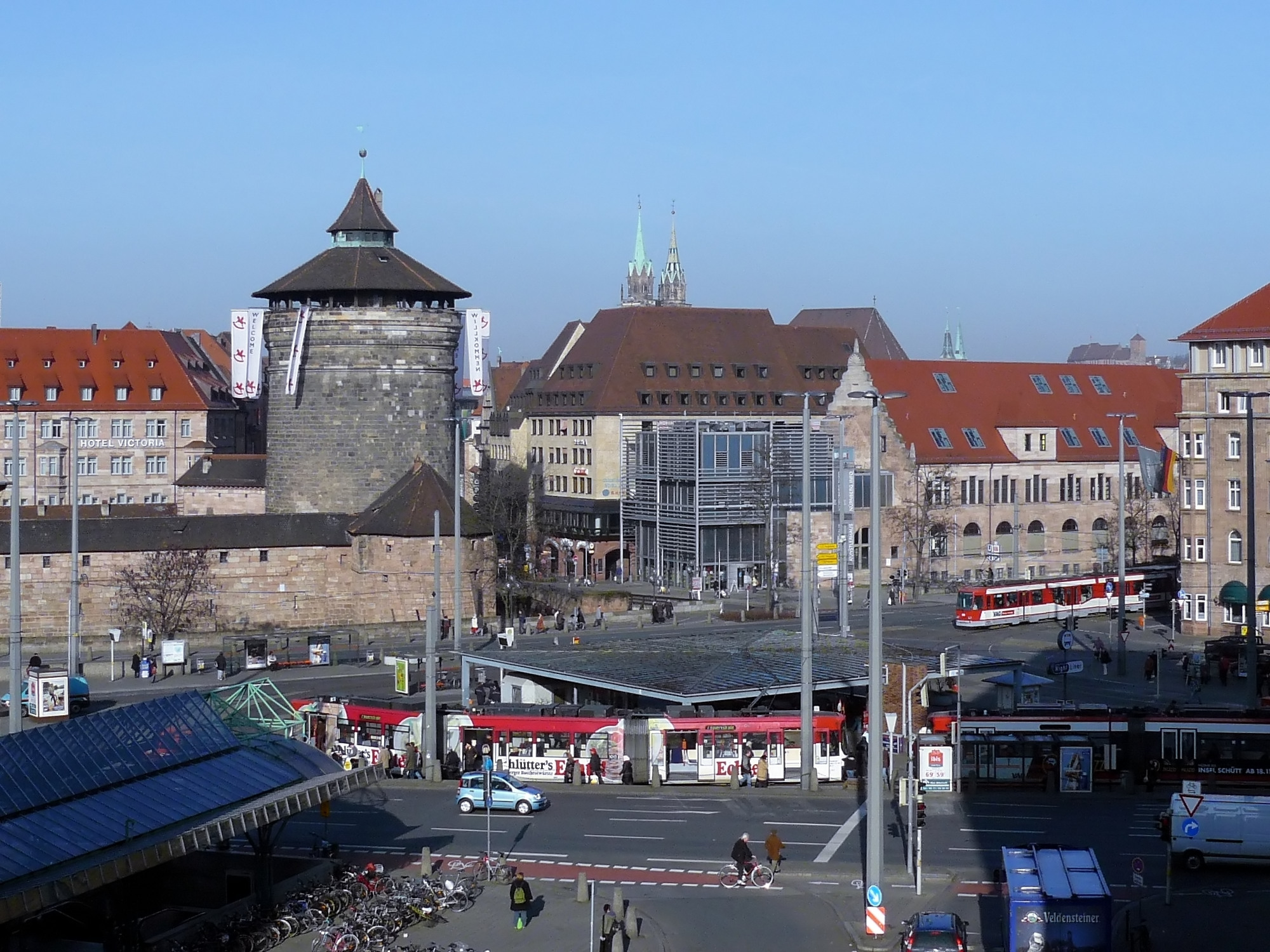
Haltestelle Hauptbahnhof

Von der Wendeschleife Hauptbahnhof ausgehend, über Marientunnel und Scheurlstraße, erreicht sie die Haltestelle Schweiggerstraße. Weiter in der Allersberger Straße, über Wodanstraße erreicht sie die Endhaltestelle Tristanstraße. Die Betriebsstrecke zur Bayernstraße darf – aus Sicherheitsgründen – nicht bedient werden.
  Doku-Zentrum – Erlenstegen
Nach dem Linienwechsel von der Linie 6 zur Linie 8 am Doku-Zentrum über das Reichsparteitagsgelände verläuft die Linie 8 entlang der Straße „An der Ehrenhalle“ und auf der Schultheißallee und der Wodanstraße bis zur Allersberger Straße und trifft dort auf die Linie 7. Zusammen erreichen sie die Haltestelle Schweiggerstraße, wo zu den Linien 6 und 10 umgestiegen werden kann. Weiter durch die Allersberger Straße, biegt die Linie 8 in die Bahnhofstraße und erreicht zusammen mit den Linien 5 und 11 die Haltestelle Hauptbahnhof, an der Umsteigemöglichkeiten zur R-, S- und U-Bahn bestehen. Über den Königstor-, Marientor- und Laufertorgraben erreicht die Linie 8 den Rathenauplatz und verläuft durch die Sulzbacher Straße und Äußere Sulzbacher Straße (B 14) bis zur Endhaltestelle Erlenstegen.
  Dutzendteich – Am Wegfeld
Die Linie 10 beginnt an der Haltestelle Dutzendteich, an der Umsteigemöglichkeit zur S 3 nach Altdorf besteht. Von hier an folgt sie der Führung der Linie 6 durch die Regensburger Straße über die Schweiggerstraße (Umsteigen zu den Linien 7 und 8) und die Wölckernstraße über den Aufseßplatz (Umsteigen zu den Linien 5 und 11 sowie zur U1) durch die Landgrabenstraße zur gleich lautenden Haltestelle an der Kreuzung mit der Gibitzenhofstraße. Hier trifft sie auf die Linie 4, mit der sie sich über die Haltestellen Steinbühl (Umsteigen zur S1 und S2), Plärrer (Umsteigen zur U1, U2 und U3) und Friedrich-Ebert-Platz (Umsteigen zur U3) den gleichen Linienweg bis zur Endhaltestelle Am Wegfeld teilt.
  Tiergarten – Gibitzenhof
Von der Wendeschleife Tiergarten aus verläuft die Linie auf der gleichen Strecke wie die Linie 5 zunächst durch den Wald westlich und ab der Einmündung der Falterstraße auf der Schmausenbuckstraße. Über Mögeldorf (Umsteigen zur S2), den Business Tower, den Hauptbahnhof (Umsteigen zu den Linien 7 und 8 sowie zur U- und S-Bahn) und den Aufseßplatz (Umsteigen zu den Linien 6 und 10 sowie zur U1) zur Christuskirche. Von dort führt sie über die Landgrabenstraße zur Gibitzenhofstraße. Hier trifft sie auf die Linie 4, mit der sich die 11 den weiteren Verlauf bis Gibitzenhof über den Dianaplatz teilt.
  Fahrten in den Betriebshof
Seit dem Fahrplanwechsel am 9. Dezember 2018 werden alle Fahrten, die als Ziel den Betriebshof Heinrich-Alfes-Straße haben und somit an der Station Frankenstraße enden, als Linie D bezeichnet. Zuvor wurden die Fahrten unter der dem Startpunkt entsprechenden Liniennummer geführt.

### Betriebszeiten
Bei der Straßenbahn Nürnberg herrscht – wie bei der U-Bahn – von ungefähr 1 Uhr bis 5 Uhr Betriebsruhe. An Wochenenden und vor Feiertagen verkehrt stattdessen der NightLiner Nürnberg wie auch der S-Bahn-Nachtverkehr.

## Fuhrpark
Die Straßenbahn Nürnberg benutzt Gleise der Normalspur (Spurweite 1435 mm) und bezieht ihre Fahrspannung von 600 V Gleichstrom über Stromabnehmer aus einer Oberleitung. Alle Fahrzeuge sind im Betriebshof Heinrich-Alfes-Straße beheimatet. Ähnlich wie die U-Bahn Nürnberg ist im Fuhrpark und der jüngeren Geschichte eine gewisse Parallelentwicklung zur Straßenbahn München zu erkennen. Beide Systeme sollten einst durch die U-Bahn ersetzt werden, beide Systeme wurden angesichts geänderter politischer Verhältnisse und des Aufkommens der Niederflurtechnik entgegen dieser Planung beibehalten. München lieh sich dabei sogar Nürnberger Fahrzeuge aus, um die Niederflurtechnik in der Praxis zu erproben, als die politische Entscheidung zu Erhalt oder Einstellung der Straßenbahn akut wurde.

### Frühere Fahrzeugtypen

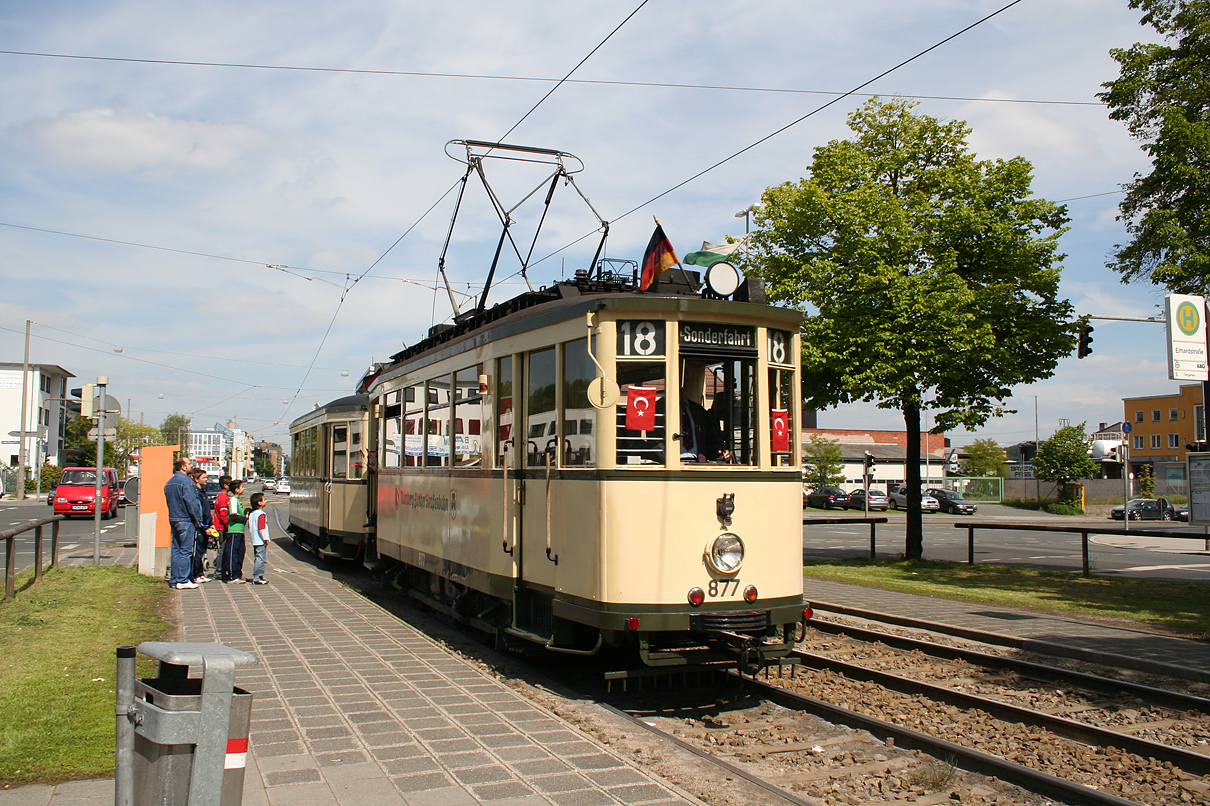
Historischer Triebwagen 877 auf Sonderfahrt

Die ausgemusterten Fahrzeugtypen werden in Geschichte der Straßenbahn Nürnberg#Fahrzeuggeschichte beschrieben. Von den meisten dieser Baureihen sind einzelne Exemplare im Historischen Straßenbahndepot St. Peter museal erhalten. Viele davon sind betriebsfähig und werden für Sonderfahrten eingesetzt, so etwa auf der Burgringlinie 15 als Zubringer zu den Museums-Öffnungstagen, für Stadtrundfahrten, als Glühweinfahrten im Advent oder für Gruppen auf Bestellung.

### Typ N8
| Fahrzeugdaten N8                                | Fahrzeugdaten N8          | Fahrzeugdaten N8     |
| ----------------------------------------------- | ------------------------- | -------------------- |
| Typ N8 am Hauptbahnhof · Typ N8 am Hauptbahnhof | Hersteller                | DUEWAG, MAN, Siemens |
| Typ N8 am Hauptbahnhof · Typ N8 am Hauptbahnhof | Länge                     | 26,08 m              |
| Typ N8 am Hauptbahnhof · Typ N8 am Hauptbahnhof | Breite                    | 2,30 m               |
| Typ N8 am Hauptbahnhof · Typ N8 am Hauptbahnhof | Höhe                      | 3,23 m               |
| Typ N8 am Hauptbahnhof · Typ N8 am Hauptbahnhof | Leergewicht               | 35,3 t               |
| Typ N8 am Hauptbahnhof · Typ N8 am Hauptbahnhof | Leistung                  | 250 kW               |
| Typ N8 am Hauptbahnhof · Typ N8 am Hauptbahnhof | Plätze (Sitz-/Stehplätze) | 146 (50/96)          |
| Typ N8 am Hauptbahnhof · Typ N8 am Hauptbahnhof | Betriebsnummern           | 361–372              |

Die Straßenbahnwagen vom Typ N8S-Nf (ursprünglich N6S) sind seit 2011 ausgemustert. Sie wurden bis auf den in Nürnberg verbliebenen Museumswagen 363 nach Krakau abgegeben, wo sie in modernisierter Form weiterhin im Einsatz stehen.
Ihre Bestellung erfolgte 1975 zusammen mit der Bochum-Gelsenkirchener Straßenbahnen AG, der Essener Verkehrs-AG und den Betrieben der Stadt Mülheim an der Ruhr. Eigentlich war geplant, das Straßenbahnnetz bis zum Jahr 2000 stillzulegen, weswegen die bis 1966 beschafften Gelenkzüge vom Typ GT6 (Baureihe 300) die letzten neu beschafften Fahrzeuge sein sollten. Jedoch verzögerte sich der U-Bahn-Bau, so dass sich der vorgesehene Zeitplan nicht einhalten ließ und die Baureihe 300 hätte ausgemustert werden müssen, noch bevor sie durch die U-Bahn entbehrlich geworden wäre. Durch die Verzögerungen waren Finanzmittel für noch nicht benötigte U-Bahn-Züge frei, die zum Kauf der Straßenbahnwagen vom Typ N6S verwendet wurden.
Die Lieferung der zwölf Züge erfolgte ab 25. Oktober 1975 mit Auslieferung des Wagens 361, die Inbetriebnahme war am 29. Juli 1977 mit Wagen 372 abgeschlossen. Obwohl das Nürnberger Straßenbahnnetz seit den 1970er-Jahren an allen Endstellen über Wendeschleifen verfügte, wurden mit dem Typ N6S Zweirichtungsfahrzeuge beschafft, da die VAG überlegte, Stumpfendstellen im Anschluss an einen neu eröffneten U-Bahn-Abschnitt anzulegen und die neuen Wagen dort von Vorteil gewesen wären. Die Planungen wurden letztendlich nicht weiter verfolgt.
Zwischen Oktober 1985 und Januar 1986 waren die beiden Züge 363 und 365 nach München ausgeliehen, da dort 1984 im Stadtrat ein Regierungswechsel stattgefunden hatte. Die neue Stadtspitze sprach sich für die Beibehaltung der Straßenbahn aus und wollte der Bevölkerung nun ein zeitgemäßes Straßenbahnfahrzeug präsentieren.
Im Lauf der Jahre wurden verschiedene Umbauten an den Fahrzeugen vorgenommen, die heute noch auffälligsten sind die Abdeckung der Trittstufen auf der in Fahrtrichtung linken Seite (1986) und die Erweiterung zu dreiteiligen Einheiten (N8S-Nf) durch den Einbau eines Niederflur-Mittelteils (1992).
Wegen des Alters der Wagen von über 30 Jahren und der Weiterentwicklung der Antriebs- und Steuerungstechnik war die Ersatzteilbeschaffung, wenn überhaupt, nur noch mit hohem finanziellen Aufwand möglich. Daher entschloss sich die VAG, die Fahrzeuge durch die Variobahn der Firma Stadler zu ersetzen. Die N8-Wagen wurden aber nicht verschrottet, sondern im Rahmen der Städtepartnerschaft mit Krakau an die dortigen Verkehrsbetriebe abgegeben. Von den ursprünglich zehn zur Disposition stehenden Wagen wurden im Jahr 2006 die Wagen 364, 366 und 367, im Jahr 2008 Wagen 368, im Jahr 2009 die Wagen 362, 365, 369 und 371 sowie 2011 die Wagen 361, 370 und 372 übergeben. Als Museumsfahrzeug ist Triebwagen 363 in Nürnberg verblieben.

### Typ GT6N
| Fahrzeugdaten GT6N | Fahrzeugdaten GT6N        | Fahrzeugdaten GT6N |
| ------------------ | ------------------------- | ------------------ |
| Typ GT6N           | Hersteller                | Adtranz, Siemens   |
| Typ GT6N           | Länge                     | 27,39 m            |
| Typ GT6N           | Breite                    | 2,30 m             |
| Typ GT6N           | Höhe                      | 3,29 m             |
| Typ GT6N           | Leergewicht               | ca. 29,5 t         |
| Typ GT6N           | Leistung                  | 360 kW             |
| Typ GT6N           | Plätze (Sitz-/Stehplätze) | 157 (61/96)        |
| Typ GT6N           | Betriebsnummern           | 1001–1014          |

Mit der Entscheidung zur Beibehaltung und zum Ausbau des Straßenbahnnetzes sowie der Erneuerung des Wagenparks bestellte die VAG 1994 bei Adtranz (vormals MAN-GHH) 14 dreiteilige Straßenbahnwagen vom Typ GT6N. Damit erfolgte der erste wirkliche Generationswechsel in der Geschichte der Verkehrsbetriebe nach 1929, da sie die ersten 100-%-Niederflurfahrzeuge in Serie waren.
Die Auslieferung der als „CityBahn“ bezeichneten Fahrzeuge begann am 3. September 1995 mit Wagen 1001, der am 25. Oktober desselben Jahres in Betrieb genommen wurde. Bis Mitte 1996 waren alle Wagen im Fahrgastbetrieb.
Für den Nachfolger des GT6N, den GT8N2, wurde eine neuartige Doppelgelenkkonstruktion mit Knickschutz zwischen dem zweiten und dritten Fahrzeugteil entwickelt, die vor der Konstruktion der Fahrzeuge getestet werden sollte. Dazu wurde GT6N-Wagen 1010 am 4. März 1997 in das Adtranz-Werk Nürnberg überführt, um dort das Mittelteil gegen die Versuchsträger (zwei Mittelteile mit Doppelgelenk) auszutauschen. Die Rückführung des „Erlkönigs“ ins Nürnberger Streckennetz erfolgte am 16. Juli 1997, wo er bis Anfang November getestet wurde. Danach wurde der Prototyp nach München überführt, da die Stadtwerke München ebenfalls den Typ GT8N2 bestellen wollten, und vom 18. November 1997 bis 11. Dezember 1997 im dortigen Netz getestet. Nach der Rückführung des Zuges nach Nürnberg wurde er noch einmal einer Versuchsreihe unterzogen und im Sommer 1998 wieder in seinen dreiteiligen Ursprungszustand zurückgebaut. Zur Erhöhung der Fahrgastsicherheit wurden alle Wagen mit Videoüberwachung und zur Fahrgastinformation mit einem TFT-Monitor ausgerüstet.
Alle Fahrzeuge wurden zwischen 2016 und 2020 bei Iftec, einem Gemeinschaftsunternehmen der Siemens AG und der Leipziger Verkehrsbetriebe, sowie bei Vossloh Kiepe einem grundlegenden Redesign unterzogen. Die Arbeiten wurden in Leipzig durchgeführt.

### Typ GT8N
| Fahrzeugdaten GT8N             | Fahrzeugdaten GT8N        | Fahrzeugdaten GT8N |
| ------------------------------ | ------------------------- | ------------------ |
| Typ GT8N · Typ GTV6 am Plärrer | Hersteller                | Adtranz, Siemens   |
| Typ GT8N · Typ GTV6 am Plärrer | Länge                     | 36,58 m            |
| Typ GT8N · Typ GTV6 am Plärrer | Breite                    | 2,30 m             |
| Typ GT8N · Typ GTV6 am Plärrer | Höhe                      | 3,31 m             |
| Typ GT8N · Typ GTV6 am Plärrer | Leergewicht               | 40,4 t             |
| Typ GT8N · Typ GTV6 am Plärrer | Leistung                  | 480 kW             |
| Typ GT8N · Typ GTV6 am Plärrer | Plätze (Sitz-/Stehplätze) | 218 (73/145)       |
| Typ GT8N · Typ GTV6 am Plärrer | Betriebsnummern           | 1101–1126          |

Nachdem die 1995 gelieferten Fahrzeuge vom Typ GT6N für einige Streckenabschnitte ein zu geringes Fassungsvermögen aufwiesen, lag es nahe, den um einen Mittelwagen erweiterten Typ GT8N (wie er von der Straßenbahn Bremen eingesetzt wird) zusammen mit den Münchner Verkehrsbetrieben anzuschaffen.
Da es im Nürnberger wie im Münchner Netz Gleiskombinationen gibt, die ein normaler GT8N bauartbedingt nicht sicher durchfahren kann, wurde das Fahrzeug auf Basis des GT6N völlig neu konstruiert und als GT8N2 bezeichnet. Das dafür entwickelte Doppelgelenk mit Knickschutz zwischen dem zweiten und dritten Wagenteil wurde 1997 im umgebauten GT6N-Wagen 1010 der VAG getestet. Nach der erfolgreichen Erprobung der Komponenten bestellte die VAG bei Adtranz 26 Fahrzeuge, die sich außer in der Gelenkkonstruktion noch in der Verwendung neuer Werkstoffe für den Fahrzeugkasten und einer veränderten Innenraumaufteilung mit mehr Beinfreiheit für die Fahrgäste von ihren Vorgängern unterscheiden.
Nach Auslieferung der ersten Wagen im März 1999 sind die „CityBahnen“ seit 26. Juli 1999 im Linienbetrieb. Die Fahrzeuge werden entgegen ihrer Baureihenbezeichnung GT8N2 in Nürnberg als GT8N analog zum GT6N bezeichnet. Wie die GT6N wurden auch die GT8N mit Kameras und einem Fahrgastinformationssystem nachgerüstet.
Bei der Straßenbahn München werden die GT8N2 als Baureihe R 3.3 eingesetzt.
Alle Fahrzeuge wurden zwischen 2020 und 2023 bei Iftec, einem Gemeinschaftsunternehmen der Siemens AG und der Leipziger Verkehrsbetriebe, sowie bei Vossloh Kiepe einem grundlegenden Redesign unterzogen. Die Arbeiten wurden in Leipzig durchgeführt.

### Typ GTV6
| Fahrzeugdaten GTV6                      | Fahrzeugdaten GTV6        | Fahrzeugdaten GTV6 |
| --------------------------------------- | ------------------------- | ------------------ |
| Typ GTV6 (Tw 1201) · Typ GTV6 (Tw 1201) | Hersteller                | ABB, Stadler Rail  |
| Typ GTV6 (Tw 1201) · Typ GTV6 (Tw 1201) | Länge                     | 33,94 m            |
| Typ GTV6 (Tw 1201) · Typ GTV6 (Tw 1201) | Breite                    | 2,30 m             |
| Typ GTV6 (Tw 1201) · Typ GTV6 (Tw 1201) | Höhe                      | 3,35 m             |
| Typ GTV6 (Tw 1201) · Typ GTV6 (Tw 1201) | Leergewicht               | 40,2 t             |
| Typ GTV6 (Tw 1201) · Typ GTV6 (Tw 1201) | Leistung                  | 360 kW             |
| Typ GTV6 (Tw 1201) · Typ GTV6 (Tw 1201) | Plätze (Sitz-/Stehplätze) | 222 (75/147)       |
| Typ GTV6 (Tw 1201) · Typ GTV6 (Tw 1201) | Betriebsnummern           | 1201–1208          |

Nachdem die Straßenbahnfahrzeuge vom Typ N8 mittlerweile über 30 Jahre alt waren und sowohl die Wartung als auch die Ersatzteilbeschaffung mit hohem finanziellen Aufwand verbunden war, war die VAG ab 2004 bestrebt, die Fahrzeuge zu ersetzen. Da eine Neuauflage der bereits vorhandenen GT8N-Züge auch bei einer Gemeinschaftsbestellung mit den Stadtwerken München nicht wirtschaftlich gewesen wäre, entschlossen sich die beiden Verkehrsbetriebe zum Kauf der Variobahn von Stadler. Im Sommer 2005 erfolgte von der VAG die Bestellung von sechs Fahrzeugen mit einer Option auf fünf weitere. Um die Tauglichkeit der bestellten Fahrzeuge im Nürnberger Streckennetz zu testen, wurde zwischen 18. Oktober und 17. November 2005 die baugleiche Variobahn der Duisburger Verkehrsgesellschaft ausgeliehen. Im April 2006 wurde die Lieferung von sechs – um zwei Fahrzeuge aus der Option – auf acht für das zukünftige Straßenbahnnetz erhöht. Sie erhielten die Bezeichnung GTV6 (Gelenktriebwagen Variobahn mit sechs Achsen). Die Gelenkfahrzeuge sind fünfteilig, wovon der erste, dritte und fünfte Wagenteil die Fahrgestelle aufnimmt und der zweite und vierte Wagenteil als Sänfte ausgeführt ist. Der Antrieb erfolgt über wassergekühlte Radnabenmotoren am ersten und letzten Fahrgestell. Die Fahrzeughülle sowie das Dach bestehen aus GFK-Teilen, welche auf den aus Edelstahlblechteilen bestehenden Wagenkasten aufgeklebt werden. Der Fahrzeug-Innenraum entspricht vom Fußboden, der Bestuhlung und den Haltestangen dem der Typen GT6N und GT8N und unterscheidet sich lediglich durch die in hellgrau gehaltenen Innenwände. Standardmäßig sind ein TFT-Monitor zur Fahrgastinformation und acht Videokameras zur Innenraumüberwachung im Fahrzeug installiert.
Die erste Variobahn wurde am 26. Oktober 2007 ausgeliefert und einen Monat später der Öffentlichkeit vorgestellt, die restlichen sieben Fahrzeuge sollten im Monatsrhythmus bis Sommer 2008 folgen. Nachdem an den Wagen 1201 und 1202 Mängel an den Bremsanlagen festgestellt worden waren und diese Fehler bei den nachfolgenden Fahrzeugen bereits werksseitig behoben wurden, verzögerte sich deren Auslieferung. Am 26. November 2008 begann der Einsatz der neuen Bahnen im Fahrgastverkehr. Am 19. Juli 2010 wurden die Fahrzeuge wegen Zulassungsschwierigkeiten vorübergehend wieder aus dem Fahrgastbetrieb genommen, seit 12. Dezember 2010 sind sie wieder für den Fahrgastverkehr auf der Linie 8 zugelassen. Kurz darauf wurden die Fahrzeuge, nach Aufstellen von Begegnungsverboten an manchen Stellen auf dem Netz, für das gesamte Schienennetz zugelassen.
Die Fahrzeuge stellten sich als relativ wartungsanfällig heraus. Die Multigelenk-Ausführung in Kombination mit den Wendeschleifen und anderen engen Gleisbögen des Nürnberger Straßenbahnnetzes im Einrichtungsbetrieb führten zu einer einseitigen Belastung der Spurkränze der vorlaufenden Räder. Nach einem größeren Schaden wurde der Wagen 1207 im Frühjahr 2023 vorläufig abgestellt. Im Frühjahr 2024 kam mit dem TW 1201 ein zweiter dazu. Im April 2025 war nur eine der Variobahnen fahrbereit und eine weitere in der Instandsetzung. Der Fahrzeugtyp wird durch die ersten 40 GTA8 endgültig ersetzt.

### Typ GTA8
| Fahrzeugdaten GTA8                              | Fahrzeugdaten GTA8        | Fahrzeugdaten GTA8 |
| ----------------------------------------------- | ------------------------- | ------------------ |
| Avenio am Bahnhofsplatz · Avenio am Tullnaupark | Hersteller                | Siemens Mobility   |
| Avenio am Bahnhofsplatz · Avenio am Tullnaupark | Länge                     | 36,85 m            |
| Avenio am Bahnhofsplatz · Avenio am Tullnaupark | Breite                    | 2,30 m             |
| Avenio am Bahnhofsplatz · Avenio am Tullnaupark | Höhe                      | 3,67 m             |
| Avenio am Bahnhofsplatz · Avenio am Tullnaupark | Leergewicht               | 46,0 t             |
| Avenio am Bahnhofsplatz · Avenio am Tullnaupark | Leistung                  | 6 × 100 kW         |
| Avenio am Bahnhofsplatz · Avenio am Tullnaupark | Plätze (Sitz-/Stehplätze) | 218 (62/156)       |
| Avenio am Bahnhofsplatz · Avenio am Tullnaupark | Betriebsnummern           | 2001–2026          |

Zur weiteren Modernisierung des Fuhrparks hatte die VAG im November 2019 bei Siemens Mobility zwölf vierteilige Wagen des Typs Siemens Avenio fest bestellt, nachdem zuvor ein Fahrzeug dieser Baureihe aus München ausgeliehen und im Nürnberger Straßenbahnnetz erprobt worden war. Die neuen Fahrzeuge sollten Ende des Jahres 2022 in Betrieb gehen. Darüber hinaus bestehen bis Mitte der 2030er Jahre Optionen für den Bau von 75 weiteren Fahrzeugen, die dann den kompletten Fuhrpark stellen könnten. Diese Option beinhaltet auch die Erweiterung des Fuhrparks zur Anbindung von Erlangen und Herzogenaurach.
Im Dezember 2021 löste die VAG die erste Option von 14 weiteren Avenios ein. Damit sollten bis 2023 insgesamt 26 Fahrzeuge in den Fahrgastbetrieb übergehen. Anlass für die frühe Einlösung der ersten Bestelloption war der 2021 verabschiedete Beschluss des Maßnahmenpakets 2030 und des Masterplans Nachhaltige Mobilität der Stadt Nürnberg (siehe weiter unten in diesem Artikel). Sie sollen die Grundlage für die Verkehrswende in Nürnberg bieten, welche zahlreiche Erweiterungen und Taktverdichtungen der Straßenbahn Nürnberg vorsehen.
Der erste Avenio mit der Wagennummer 2003 traf am 25. Februar 2022 in Nürnberg ein und befand sich seitdem zu Testzwecken und zur Schulung des Werkstatt- und Fahrpersonals im Betriebshof Heinrich-Alfes-Straße. Am 21. Dezember 2022 nahm der erste Avenio den regulären Betrieb auf. Stand Januar 2025 waren 25 der 26 Avenios bei der VAG angeliefert.
Im Frühjahr 2025 kam der 26. Avenio und somit letzte aus der ersten Bestellung in Nürnberg an. Im April verkündete die VAG eine Option auf zunächst 14 weitere Fahrzeuge der Avenioreihe zu ziehen. Sie sollen bis 2028 sukzessive die dreiteiligen GT6N-Straßenbahnen und in der Zukunft alle anderen Straßenbahntypen ersetzen.

### Sonderfahrzeuge

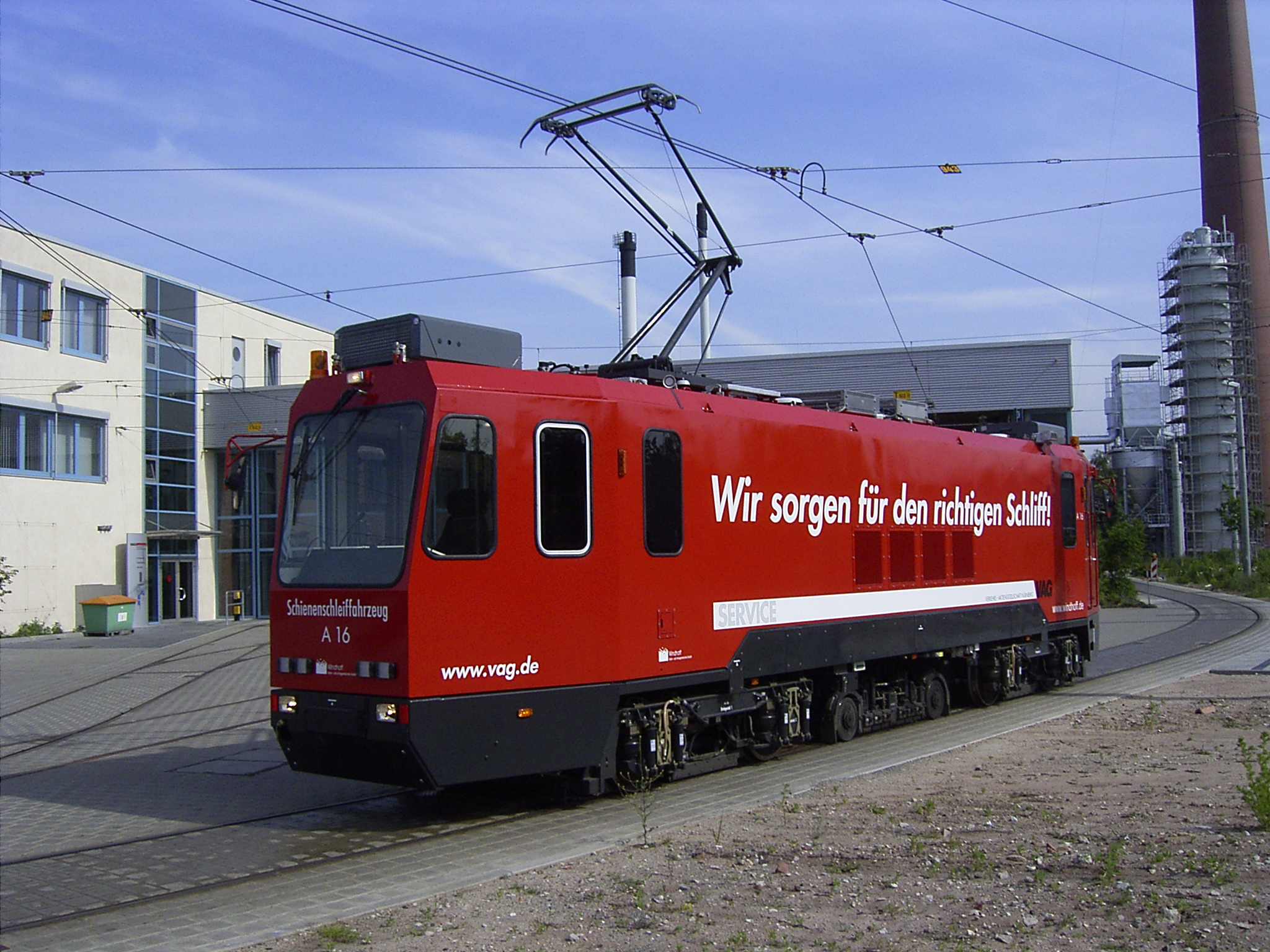
Schienenschleifwagen A16 im Betriebshof Heinrich-Alfes-Straße

Die Nürnberger Straßenbahn besitzt mehrere Arbeitswagen, welche nicht zum Personenverkehr genutzt werden, sondern z. B. der Instandhaltung der Gleisanlagen dienen. Zu diesen Fahrzeugen gehören folgende:
- Schienenschleifwagen A16
- Schienenschleifwagen A17 (Leihgabe aus Hannover, ÜSTRA TW 808, mittlerweile im Straßenbahnmuseum Wehmingen bei Hannover)
- 1 Schienenreinigungsfahrzeug
- 1 Unfallhilfswagen
- 1 Unimog
- 2 Turmwagen

Einige dieser Arbeitsfahrzeuge können sowohl auf der Schiene als auch auf der Straße fahren, sind also Zweiwegefahrzeuge.
Außerdem ist eine „Partystraßenbahn“ mit der Wagennummer TW 334 in Betrieb. Sie war 2012–2015 in Krakau im Einsatz und wurde in Nürnberg umgebaut. Sie ist für regelmäßigen Publikumsverkehr und für individuelle private und Betriebsfeiern unter dem Stichwort „Extratour“ in Betrieb und wird als „größte Party-Limousine der Stadt“ beworben.
Darüber hinaus betreibt der Verein „Freunde der Nürnberg-Fürther Straßenbahn e. V.“ verschiedene historische Straßenbahnen (der Großteil davon ehemals Fahrzeuge der VAG bzw. ihrer Vorgänger), welche – soweit noch fahrtüchtig – immer wieder zu Sonderfahrten auf dem Netz der VAG im Einsatz sind.

## Infrastruktur

### Strecken- und Gleisnetz
Das Netz der Nürnberger Straßenbahn hatte 2008 eine Länge von 38,6 km. Davon haben 17,37 km (45 %) einen eigenen Bahnkörper und 21,13 km (55 %) verlaufen straßenbündig. Tunnelstrecken, wie sie in der Geschichte der Nürnberger Straßenbahn öfter verwendet wurden, sind im Fahrgastbetrieb nicht mehr im Einsatz – der letzte Straßenbahntunnel Nürnbergs in der Bayernstraße wurde aufgrund von Baufälligkeit zur Betriebsstrecke heruntergestuft. Bis auf die Haltestelle Doku-Zentrum, an der Fahrzeuge zwischen den Linien 6 und 8 wechseln, sind alle Endstellen als Wendeschleifen ausgeführt. Nicht (mehr) im normalen Linienverkehr angefahren werden der Streckenteil Rathenauplatz – Stadtpark (früher Messehalle) / Friedrich-Ebert-Platz (früher Archivstraße) sowie die Schleifen Christuskirche, Mögeldorf, Plärrer, Trafowerk und Scharrerstraße (Peterskirche).
Die Spurweite der Gleise beträgt heute im gesamten Netz 1435 mm. Bis in die 1990er-Jahre betrug die Spurweite lediglich 1432 mm. Erst durch den Stadtratsbeschluss zur Beibehaltung und Modernisierung des Fuhrparks wurde die Normalspurweite festgelegt und daraufhin die drei Millimeter aufgeschliffen. Der Gleisabstand beträgt seit der Umrüstung für die Großraumwagen (T4 und GT6) mindestens 2,7 m. Der Oberbau besteht bei Lage im Straßenplanum im Steinpflaster oder Gussasphalt aus eingedeckten Rillenschienen, auf den Abschnitten mit eigenem Gleiskörper existieren die Varianten Schotter- oder Rasengleis. 2019 waren 11,14 Kilometer Gleis als Rasengleis ausgeführt. Bei Umbauten, Sanierungen und Neubauten – so zum Beispiel bei der 2016 eröffneten Streckenerweiterung Richtung Am Wegfeld – werden soweit möglich Rasengleise angelegt. Als Schienen kommen die Bauarten Vignolschiene R 6 und Rillenschiene Ri 60 zum Einsatz. Die Strecke nach Am Wegfeld ist auch die einzige, auf der die Höchstgeschwindigkeit 60 km/h beträgt. Im restlichen Netz sind nur maximal 50 km/h erlaubt.
Die mit einer Gradiente von fast 8 % steilste Stelle im Streckennetz befindet sich zwischen den Haltestellen Hallertor und Tiergärtnertor.
An der Fahrleitung liegt eine Spannung von 600 Volt an. Die VAG plant aus Effizienzgründen eine Erhöhung auf 750 Volt in den 2020er Jahren.

### Haltestellen
Im Netz der Nürnberger Straßenbahn gibt es 78 Haltestellen bzw. 156 Richtungshaltestellen, die im Linienbetrieb angefahren werden. Davon sind 38 als Insel in Fahrbahnmitte, 29 als dynamische Haltestelle, 9 in Straßenrandlage und 80 als vollkommen vom Individualverkehr getrennt ausgeführt. Zwischen 1999 und 2008 wurden, soweit es möglich war, alle Haltestelleninseln barrierefrei umgebaut, d. h. der Bahnsteig wurde auf maximal 25 cm über Schienenoberkante angehoben und mit Blindenleitstreifen versehen. An wichtigen Umsteigehaltestellen ist seit 2006 ein Dynamisches Fahrgastinformationssystem (DFIS) installiert.

### Betriebshöfe
Die sich 1981 noch in Betrieb befindlichen und mittlerweile stillgelegten Betriebshöfe Fürther Straße, Muggenhof, Nordost und Schweinau sind im Artikel Geschichte der Straßenbahn Nürnberg beschrieben; das heutige Straßenbahnmuseum unter Historisches Straßenbahndepot Nürnberg.

#### Betriebshof Heinrich-Alfes-Straße
Der Betriebshof Heinrich-Alfes-Straße ist der modernste und mittlerweile einzige Betriebshof der Straßenbahn Nürnberg. Die Überlegungen zu seinem Bau wurden Ende der 1990er-Jahre angestellt, nachdem der Fortbestand des Netzes durch den Stadtratsbeschluss vom 12. Oktober 1994 gesichert war. Zudem waren die bisherigen, zum Teil fast 100 Jahre alten Standorte Maximilianstraße, Muggenhof sowie Nordost für die seit 1995 angeschafften Niederflurfahrzeuge nicht mehr optimal ausgerüstet und hätten, bedingt durch die zum Teil historische Bausubstanz, nur mit hohem finanziellem Aufwand entsprechend umgebaut werden können. Daher wurde ein neuer Standort gesucht, der zum einen groß genug für die gewünschte Konzentration aller für die Straßenbahn relevanten Betriebseinrichtungen sein und sich zum anderen nahe am bestehenden Streckennetz befinden sollte. Ausgewählt wurde schließlich ein 68.200 m² großes Gelände auf dem Areal der ehemaligen Trafo-Union an der Katzwanger Straße, das den vorgegebenen Kriterien entsprach und durch die günstige Lage am Südast der Linie 5 (Christuskirche – Worzeldorfer Straße) mit einer kurzen Betriebsstrecke an das bestehende Netz angeschlossen werden konnte.
Die Planungen für den 17.000 m² umfassenden und 50,5 Millionen Euro teuren ersten Bauabschnitt, der Schwerpunktwerkstatt (Haupt- und Betriebswerkstatt), Wagenhalle, Verwaltungsgebäude und Gleisanlagen (Anschluss an das Streckennetz sowie Betriebshofumfahrung) beinhaltete, begannen im Oktober 1998. Die Bauarbeiten selbst fanden zwischen April 2001 und Juli 2003 statt, eröffnet wurde der Betriebshof am 7. Juli 2003. Im Süden des Areals befindet sich die 16-gleisige Wagenhalle, in der maximal 52 Züge und die schienengebundenen Sonderfahrzeuge abgestellt werden können. Als Besonderheit ist auf dem Dach der Wagenhalle eine 90-kW-Photovoltaikanlage installiert. Über ein Stumpfgleis besteht Verbindung zur östlich an den Betriebshof anschließenden Werkstatt der Stadtreklame, die für die Beklebung der Straßenbahnzüge mit Werbung verantwortlich ist. Nördlich der Wagenhalle befindet sich das Dienstantrittsgebäude für das Fahrpersonal, dazwischen befindet sich eine Freifläche zur Erweiterung der Wagenhalle um weitere vier Gleise. Im Westen des Areals wurde die Schwerpunktwerkstatt errichtet, die sich in Betriebswerkstatt, Hauptwerkstatt und ein Verwaltungsgebäude untergliedert. Die Betriebswerkstatt verfügt über insgesamt vier durchgehende Gleise, wovon drei für die Revision und Reparatur und eines als Waschgleis für die im Fahrbetrieb eingesetzten Fahrzeuge ausgeführt sind. Daran schließt sich das dreigeschossige Verwaltungsgebäude mit Werkstätten (Schlosserei, Flaschnerei usw.) im Erdgeschoss, einem Lager im Keller und Sozialräumen für die Mitarbeiter in den oberen Stockwerken an. Westlich davon befindet sich die sechsgleisige Hauptwerkstatt, in der große Reparaturen wie Unfallschäden und Fahrzeugerneuerungen sowie die vorgeschriebenen Inspektionen erledigt werden. Für Fristarbeiten und Inspektionen an den Fahrzeugen stehen insgesamt drei Gleise im Osten der Halle zur Verfügung, wovon zwei mit Arbeitsgruben sowie Dacharbeitsständen und eines mit einer Hebeanlage ausgerüstet sind. Zwei weitere Gleise dienen der Behebung von Unfallschäden an den Fahrzeugen, diese sind zur Vermeidung einer Reaktion bei Stahl- bzw. Aluminiumbearbeitung baulich getrennt und ihrerseits in einen Schlosser- und einen Lackierbereich unterteilt. Im westlichen Hallenteil befindet sich der Arbeitsstand mit einer Unterflurprofiliermaschine. Um die Betriebsabläufe innerhalb des Betriebshofs zu optimieren, ist ein „Betriebshof-Management-System“ (BMS) installiert, das für die Koordination der Wageneinsätze zuständig ist.
Auf der noch unbebauten, 15.000 m² großen Freifläche innerhalb der Betriebshofumfahrung entstand bis Anfang 2010 für das Center „Fahrweg“ (Gleis- und Fahrleitungsbau), das bis dahin im ehemaligen Gleisbauplatz Maximilianstraße untergebracht war, ein neuer Standort. Die Arbeiten dafür begannen im Februar 2009 und schlugen mit Baukosten von rund 8,2 Millionen Euro zu Buche. Nördlich der bestehenden Wagenhalle wurde eine Fahrzeughalle mit Gleisanschluss für die Sonderfahrzeuge errichtet. Östlich der Betriebswerkstätte entstand die Maschinenhalle für den Gleisbau, woran sich im Norden der mit einem Gleisanschluss versehene Gleisbauplatz anschließt. West- und südöstlich davon befindet sich das Hauptgebäude mit Werkstätte, Lagerhalle und Sozialräumen. Für straßengebundene Transportfahrzeuge steht ein Carport südöstlich des Hauptgebäudes bereit. Die Einweihung fand am 15. März 2010 statt.

#### Gleisbauplatz Maximilianstraße
Im Jahr 1920 entstand innerhalb des Nebenwerks Fürther Straße östlich der Wagenhalle eine Gleisbauwerkstätte, um die notwendigen Arbeiten im Gleisnetz in Eigenregie durchführen zu können. Der Standort wurde 1927 auf ein Gelände nördlich des Nebenwerks verlegt, es entstand ein neuer Gleisbauplatz, der in den folgenden Jahren immer wieder erweitert wurde. Durch den Luftangriff vom 21. Februar 1945 wurde er vollständig zerstört und zwischen 1953 und 1956 in Zusammenhang mit dem Umbau des Nebenwerks Fürther Straße wieder aufgebaut. Nachdem das mittlerweile als Betriebshof Maximilianstraße bezeichnete Nebenwerk Fürther Straße zum 19. Mai 2004 aufgegeben worden war, befanden sich Teilbereiche des Gleisbaus in den ehemaligen Wagenhallen.
Zum 24. März 2010 zog der mittlerweile als Center Fahrweg bezeichnete Unternehmensbereich auf das Gelände des Betriebshofs Heinrich-Alfes-Straße um. Der alte Standort wurde aufgegeben, die Hallen abgerissen und der Boden saniert. Ab 2016 entstanden hier das neue Strafjustizzentrum als Erweiterungsbau des Justizpalastes und der Neubau der Feuerwache 1.

### Leitstelle
Die Leitstelle der Straßenbahn befindet sich zusammen mit der U-Bahn- und Bus-Leitstelle im Gebäudekomplex der VAG an der Fürther Straße. In ihr wird der Fahrbetrieb überwacht sowie die Organisation des Ersatzverkehrs bei Betriebsstörungen organisiert als auch die Fahrgastinformation für das DFIS gesteuert.

## Geschichte

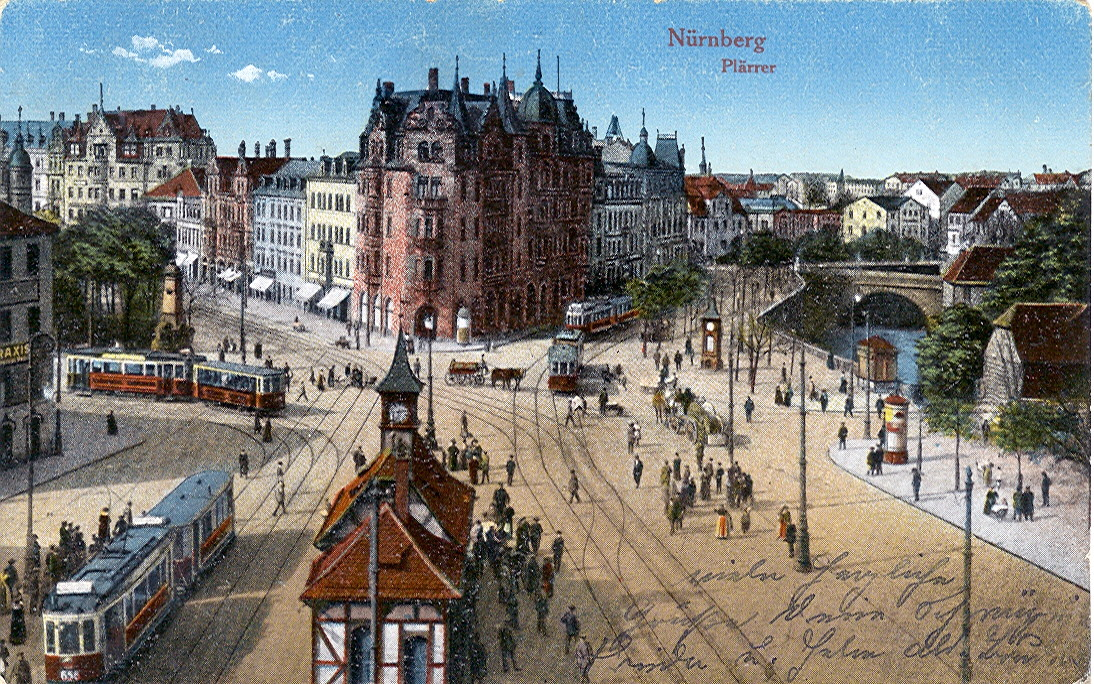
Die Nürnberger Straßenbahn am Plärrer (1917)

Dieser Abschnitt behandelt die Geschichte des Straßenbahnbetriebs ab der Einstellung der Strecken nach und in Fürth 1981. Für die Geschichte vor diesem Zeitpunkt siehe auch:

### Netzausdünnung durch den U-Bahn-Bau

Straßenbahnnetz 1981

Nachdem das Netz der Nürnberger Straßenbahn mit dem ab 1967 einsetzenden U-Bahn-Bau schrittweise zurückgebaut worden war, folgte am 20. Juni 1981 die wohl einschneidendste Stilllegung. Mit der Eröffnung der U-Bahn-Strecke bis Eberhardshof wurde der Straßenbahnbetrieb vom Plärrer durch die Fürther Straße nach Fürth sowie in Fürth wenige Wochen vor dem 100-jährigen Straßenbahnjubiläum eingestellt, so dass sich der Straßenbahnbetrieb von da an nur noch auf das Stadtgebiet von Nürnberg erstreckte. Die nächste große Stilllegung erfolgte einen Tag nach Eröffnung der zweiten Nürnberger U-Bahn-Linie am 29. Januar 1984, als der Straßenbahnverkehr auf den vom Plärrer ausgehenden Strecken zur Gustav-Adolf-Straße und nach Schweinau eingestellt sowie das Nebenwerk Schweinau für die Straßenbahn stillgelegt wurde. Bereits zwei Jahre später, am 16. Februar 1986, mussten die Strecken entlang des Rings vom Plärrer zum Hauptbahnhof, vom Opernhaus durch die Tafelfeldstraße zur Christuskirche und von der Zeltnerstraße zum Kohlenhof den einsetzenden Bauarbeiten für den Nordteil der U2 weichen. Als letzte Strecke wurde die Verbindung vom Rennweg über Nordostbahnhof nach Ziegelstein am 28. Januar 1996 mit Eröffnung der U2 bis Herrnhütte eingestellt, die Betriebsstrecke zum Betriebshof Nordost blieb noch bis 5. März 2001 bestehen. Die Strecke bis zur Wendeschleife am Stadtpark blieb auch danach weiter bestehen, wurde jedoch im regulären Fahrgastverkehr nicht mehr bedient. Nach umfangreichen Umbauten wird voraussichtlich 2026 die Strecke zum Stadtpark wieder im Linienbetrieb reaktiviert werden.
Sämtliche Streckenstilllegungen wurden von der Bevölkerung anfangs teilnahmslos hingenommen, einzige Ausnahme war der Protest gegen die geplante Einstellung des Straßenbahnverkehrs in die Gartenstadt Anfang der 1970er-Jahre. Erst Ende der 1980er-Jahre regte sich erster Widerstand, da die beiden bis dato projektierten U-Bahn-Linien auf Nürnberger Stadtgebiet ihrer Vollendung entgegengingen und es an der Zeit war, über den Bau der dritten geplanten Linie zu entscheiden.
Zum Zeitpunkt des Baubeginns der U-Bahn war geplant, dass die Straßenbahn mittel- bis langfristig vollständig durch Busse bzw. U-Bahnen ersetzt werden sollte. Es stellte sich nun jedoch heraus, dass eine Abdeckung des gesamten bisher von der Straßenbahn bedienten Gebietes durch die U-Bahn nicht finanzierbar wäre. Gleichzeitig besann man sich im Rahmen der Renaissance der Straßenbahn auch in Nürnberg wieder der Vorteile der Tram und gerade die Niederflurtechnik, die in jener Zeit in einigen Straßenbahnbetrieben Einzug hielt (ab 1992 in Nürnberg), zeigte die Attraktivität moderner Straßenbahnen auf. Die politischen Entscheidungsträger sahen sich also vor der Frage, wie die Zukunft des schienengebundenen Verkehrs in Nürnberg aussehen würde.

### Intraplan – Zukunft für die Straßenbahn

Straßenbahnnetz 1992

Der Nürnberger Stadtrat wusste von diesem Dilemma und gab Anfang der 1990er-Jahre das Gutachten „Integrierte ÖPNV-Planung Nürnberg“ beim Ingenieurbüro Intraplan in Auftrag, um auf die Fragen
- weiterer U-Bahn-Ausbau und Stilllegung der Straßenbahn,
- weiterer U-Bahn-Ausbau und Beibehaltung/Erweiterung des Straßenbahnnetzes oder
- kein weiterer U-Bahn-Ausbau und Beibehaltung/Erweiterung des Straßenbahnnetzes

eine Antwort zu finden. Das Gutachten plädierte für die zweite Antwortmöglichkeit, und so beschloss der Nürnberger Stadtrat am 12. Oktober 1994, das Straßenbahnnetz in bisheriger Form beizubehalten und auszubauen, den Wagenpark und die Gleisanlagen zu erneuern sowie den Straßenbahnbetrieb durch Vorrangschaltung an Lichtsignalanlagen und durch Fahrbahnabmarkierungen zu beschleunigen. Erste Schritte dazu erfolgten bereits 1992 mit dem Einbau eines Niederflurteils in die Stadtbahnwagen vom Typ N6S und ab 1995 mit der Beschaffung der Niederflurfahrzeuge vom Typ GT6N und GT8N2 sowie dem barrierefreien Umbau der Haltestellenanlagen. Als Netzerweiterungen waren damals vorgesehen:
- Stadtbahnen nach Erlangen und nach Kornburg
- Verbindung Hauptbahnhof – Pillenreuther Straße – Wölckernstraße
- Verbindung Gibitzenhof – Minervastraße – Finkenbrunn

Straßenbahnnetz 2007

Nachdem der Fortbestand der Straßenbahn gesichert war, fingen Ende der 1990er-Jahre die Planungen für eine neue Hauptwerkstatt auf dem Gelände der früheren Trafo-Union in der Katzwanger Straße an. Die Bauarbeiten begannen am 3. Mai 2001, die Eröffnung des neuen Betriebshofs Heinrich-Alfes-Straße fand am 7. Juli 2003 statt. Die bisherigen Standorte Muggenhof (Hauptwerkstatt), Maximilianstraße (Gleisbau, Abstellanlage) und Nordost (Abstellanlage) waren damit überflüssig und wurden 2004 bzw. schon 2001 stillgelegt.
Vom Arbeitskreis Attraktiver Nahverkehr (AAN) wurde im April 1999 vorgeschlagen, das sich zum damaligen Zeitpunkt in der Entstehung befindende Dokumentationszentrum Reichsparteitagsgelände durch die Verbindung der beiden Endhaltestellen Dutzendteich und Luitpoldhain an die Straßenbahn anzubinden. Der Stadtratsbeschluss erfolgte am 7. Dezember 2000 und nach zweijähriger Planungsphase begannen im Frühjahr 2002 die neunmonatigen Bauarbeiten. Mit der Inbetriebnahme der Neubaustrecke Dutzendteich – Doku-Zentrum – Luitpoldhain am 12. Dezember 2002 gab es die erste Streckenerweiterung im Netz der Nürnberger Straßenbahn seit dem 18. Juni 1974 (von Bucher Straße nach Thon). Die Wendeschleife Luitpoldhain wurde abgetragen und im Gegenzug jene am Dutzendteich aus beiden Richtungen angebunden.
Im Dezember 2010 wurde der letzte regulär betriebene Straßenbahntunnel aufgrund von Brandschutzmängeln für den Fahrgastverkehr gesperrt und der Streckenabschnitt Tristanstraße – Bayernstraße zur Betriebsstrecke zurückgestuft. Nach langer Diskussion auf Grundlage eines Beschlusses des Nürnberger Stadtrates im Jahr 1994 wurde der Bau einer 9,5 Millionen Euro teuren Neubaustrecke durch die nördliche Pillenreuther Straße schließlich 2009 beschlossen, sodass sie am 10. Dezember 2011 ihren offiziellen Betrieb aufnehmen konnte. Zugleich wurde jedoch die Straßenbahnstrecke durch die Pirckheimerstraße wegen der U3-Verlängerung zur Betriebsstrecke zurückgestuft und wird seitdem nicht mehr regulär betrieben.

### Erweiterung im Nürnberger Norden

Straßenbahnnetz 2016

Bereits seit 1988 gab es konkrete Pläne für die Stadt-Umland-Bahn, jedoch wurde dem U-Bahnbau eine höhere Priorität eingeräumt. Nachdem 2002 die Stadt-Umland-Bahn als unwirtschaftlich eingestuft wurde, aber trotzdem die Teilstrecke Thon – Am Wegfeld ein Nutzen-Kosten-Verhältnis von 2,43 ergab, wurde die Verlängerung beschlossen. Baubeginn war 2013, sodass am 10. Dezember 2016 die Neubaustrecke mit einer Länge von 2,5 km eröffnet werden konnte; zugleich wurde auch das Busnetz neu geordnet. Im Zuge dieser Erweiterung wurde an der neuen Wendeschleife Am Wegfeld ein Park and Ride Parkplatz sowie eine Verknüpfung zum Busverkehr angelegt. Gleichzeitig erhielten Erlangen (Buslinie 30) und Fürth (Buslinie 33) erstmals eine direkte Busverbindung zum Flughafen Nürnberg. Die Buslinie 30 hatte zuvor ihren Endpunkt am vorherigen Straßenbahnendpunkt Thon. Die nicht mehr benötigte Wendeschleife in Thon wurde rückgebaut. Diese Strecke wurde die erste und bisher einzige im Netz, die für mehr als 50 km/h ausgelegt ist. Schon nach wenigen Monaten Betrieb konnte eine positive Bilanz gezogen werden, da bereits 2017 die für 2025 prognostizierten Verkehrszahlen fast erreicht wurden.

### Die 2020er Jahre
Neben einigen Punkten, die für den Zeithorizont bis 2030 beschlossen wurden zu finden sind, wurden einige Projekte noch für die laufende Stadtratsperiode (bis 2026) beschlossen und zum Teil bereits umgesetzt.
Um die stark genutzten Linien 4, 5 und 6 zu entlasten und neue Direktverbindungen zu bieten, wurde 2021 vom Stadtrat beschlossen, bis zum Jahr 2023 die neuen Linien 10 (Dutzendteich – Plärrer – Am Wegfeld) und 11 (Gibitzenhof – Hauptbahnhof – Tiergarten) auf bestehender Gleisinfrastruktur in Betrieb zu nehmen. Die Maßnahme wurde mit dem Fahrplanwechsel am 10. Dezember 2023 umgesetzt. Durch Überlagerung der im 10-Minuten-Takt verkehrenden Linien entsteht auf vielen Teilstrecken ein Fünf-Minuten-Takt. Gleichzeitig entfällt auf einigen Verbindungen der Umstieg. Zweistellige Linien im Regelbetrieb hatte es zuletzt 1996 gegeben.

## Planungen
In Fortführung des „Generalverkehrsplans Nürnberg ÖPNV“ von 1972 und der „Integrierten ÖPNV-Planung Nürnberg“ von 1993 wurde am 28. Februar 2002 vom Verkehrsausschuss des Nürnberger Stadtrats die Erstellung eines Nahverkehrsplans beschlossen. Dieser wurde in die beiden Einzelvorhaben Nahverkehrsplan (NVP) mit dem Zeithorizont bis 2010 und Nahverkehrsentwicklungsplan (NVEP) mit einem Zeithorizont bis 2025 aufgeteilt.

### Maßnahmen des NVEP
Im NVEP sollen alle Vorhaben zusammengefasst werden, die den Nahverkehr in Nürnberg bis zum Jahr 2025 betreffen. Dazu soll mit DIVAN (Datenbasis für Intermodale Verkehrsuntersuchung und Auswertung im Großraum Nürnberg) eine Datengrundlage geschaffen werden, um die Auswirkung von Neubaumaßnahmen im Bereich ÖPNV auf die Pendlerströme und das Verhältnis Individualverkehr und ÖPNV zu erfassen. Auf der Grundlage von DIVAN sollte außerdem durch eine europaweite Ausschreibung die Aufstellung des NVEP erfolgen. Jedoch konnte das mit der Ausarbeitung von DIVAN beschäftigte Ingenieurbüro SSP-Consult den auf spätestens 7. Juni 2006 festgelegten Abgabetermin auf Grund der Komplexität des Vorhabens nicht einhalten, wodurch das Vergabeverfahren für den NVEP abgebrochen werden musste.
Mittlerweile wurde laut Stadtratsbeschluss der NVEP von DIVAN abgekoppelt, um die Aufstellung des NVEP nicht weiter zu verzögern. Das Vergabeverfahren soll, da die DIVAN-Daten für das Stadtgebiet Nürnberg mittlerweile vorliegen, wieder aufgenommen werden, um den NVEP bis Anfang 2008 im Stadtrat beschließen zu können.
Die im Folgenden aufgeführten Maßnahmen stammen noch aus dem Intraplan-Gutachten von 1993 und werden voraussichtlich auch Bestandteil des NVEP sein.

#### Nürnberg-Lichtenreuth
Mit den aktuellen Planungen, eine Universität auf dem Gewerbegebiet der Brunecker Straße (zukünftig: Nürnberg-Lichtenreuth) zu errichten, ist auch eine Verlängerung der Straßenbahn in das Gebiet beschlossen. Ab der bestehenden Haltestelle Tristanstraße soll die Tram ebenerdig die Frankenstraße überqueren, zwischen Z-Bau und BAMF Richtung Ingolstädter Straße verlaufen und im Süden am U-Bahnhof Bauernfeindstraße enden. Die neu zu errichtenden Haltestellen sollen Hiroshimaplatz, Ingolstädter Straße, Parkstraße Nord und Bauernfeindstraße sein. Eine Straßenbahn-Haltestelle „Bauernfeindstraße“ hatte es zuletzt in den 1970er Jahren gegeben, bevor diese im Zuge des Baus der U1 (das erste im März 1972 eröffnete Teilstück endete an der Bauernfeindstraße; die Straßenbahn diente damals also übergangsweise als Zubringer zur U1) stillgelegt wurde. Allerdings orientierte sich die damalige Streckenführung größtenteils an der Münchener Straße, da der Südbahnhof damals noch für den Schienengüterverkehr in Betrieb war.

#### Stadtbahn nach Erlangen und Herzogenaurach
Planungen, die beiden Nachbarstädte Nürnberg und Erlangen mittels einer Straßenbahnstrecke durch das Knoblauchsland zu verbinden, existierten bereits 1911. Diese wurden durch den Ersten Weltkrieg unterbrochen und nach der Wiederaufnahme 1922 aufgrund der wirtschaftlichen Lage erneut abgebrochen. Stattdessen wurde 1925 der 1923 bei der Nürnberg-Fürther Straßenbahn eingeführte Omnibusverkehr durch eine neue Linie nach Erlangen, die spätere Linie 80, erweitert. Erst mit der „Integrierten ÖPNV-Planung Nürnberg“ rückte das Vorhaben Anfang der 1990er-Jahre wieder in den Fokus der Verkehrsplaner. Die standardisierte Bewertung im Rahmen eines Stadt-Umland-Bahn-Systems für Erlangen durch das Ingenieurbüro Obermeyer erbrachte einen Nutzen-Kosten-Faktor von 1,48, trotzdem wurde das Vorhaben 1997 von der Regierung von Mittelfranken aus finanziellen Gründen abgelehnt.

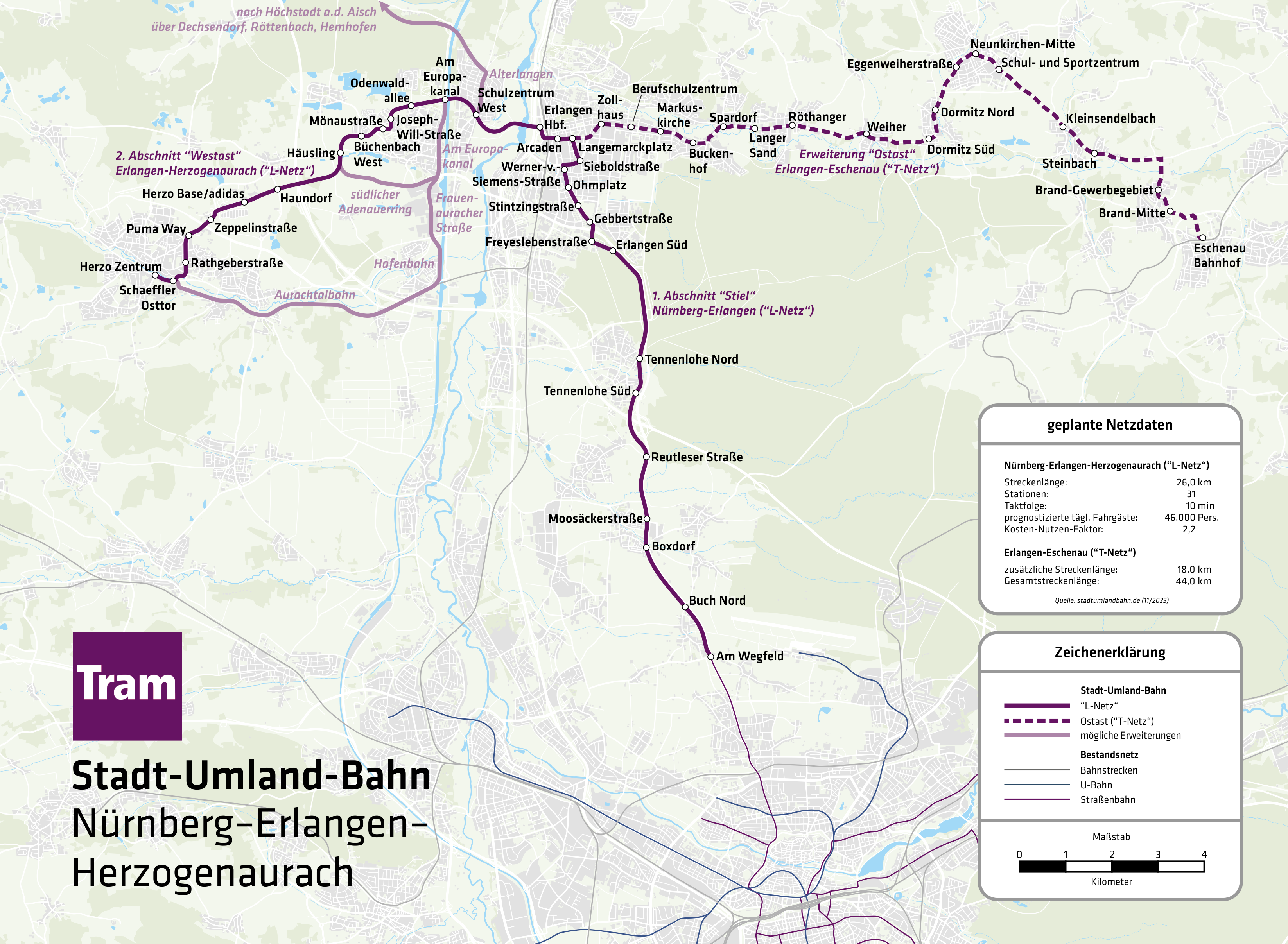
Geplanter Linienverlauf des StUB-Projekts mit möglichen Erweiterungen

Am 17. Januar 2002 gab der Nürnberger Stadtrat beim Ingenieurbüro Intraplan die Bewertung des Streckenteils Nürnberg Thon (damals nördlicher Endpunkt der Nürnberger Straßenbahn) – Erlangen Hauptpost in Auftrag. Untersucht wurden zwei Planfälle, einmal mit und einmal ohne parallel verlaufende Buslinien in Erlangen, welche jeweils nur einen Nutzen-Kosten-Faktor von 0,19 bzw. 0,30 bei Baukosten von ca. 80 Millionen Euro erreichten. Gründe dafür waren unter anderem straffere gesetzliche Rahmenbedingungen, die Verwendung aktueller Einwohner- und Arbeitsplatzprognosen sowie die Führung der Strecke nur bis zur Hauptpost (heute Erlangen Arcaden) und nicht zum Erlanger Bahnhof.
Im Juni 2006 verständigten sich die betroffenen Gebietskörperschaften, nachdem sich die Rahmenbedingungen seit der letzten Untersuchung verändert hatten, auf die Erstellung eines neuen Gutachtens. Dieses wurde Anfang 2008 vom ZVGN, den Städten Nürnberg und Erlangen sowie den Landkreisen Erlangen-Höchstadt und Forchheim in Auftrag gegeben und soll, anders als das Gutachten von 2004, das Gesamtnetz („T-Netz“) untersuchen. Nachdem ein Volksentscheid im Landkreis Erlangen-Höchstadt gegen die Stadt-Umland-Bahn ausgefallen war, gab die Stadt Herzogenaurach (wo über 70 % für die StUB stimmten) bekannt, nunmehr in Zusammenarbeit mit der Stadt Erlangen ein so genanntes L-Netz (T-Netz abzüglich Ost-Ast) verwirklichen zu wollen. Hierfür ließ sich die Stadt die entsprechenden Aufgaben vom Landkreis übertragen. In der Folge gab es auch in Erlangen ein Bürgerbegehren gegen die StUB, welches jedoch 40 % zu 60 % für die StUB ausging, so dass Erlangen dem Zweckverband, der Planung und Bau der Stadt-Umland-Bahn übernimmt, im März 2016 beigetreten ist.
Nach Planung von 2024 wird für die Stadt-Umland-Bahn eine Neubaustrecke von rund 26 km Länge und damit die längenmäßig größte Netzerweiterung seit Kriegsende und eine Vergrößerung des Gleisnetzes um über 60 % errichtet. Die Stadt-Umland-Bahn ist eines der größten Straßenbahn-Projekte Deutschlands nach neu zu bauender Netzlänge und eines von nur wenigen seit Kriegsende, welches eine Großstadt neu an eine Straßenbahn anschließen soll (bisher sind derartige Vorhaben nur in Saarbrücken, Oberhausen und Heilbronn sowie einigen kleineren Kommunen umgesetzt worden). Erlangen ist auch – nach Aufgabe entsprechender Pläne in Salzgitter bzw. Wolfsburg – die einzige deutsche Großstadt, welche nie eine Straßenbahn hatte, aber deren Neubau plant. Das Projekt der Stadtbahn Kiel findet im Gegensatz zur Stadt-Umland-Bahn vor dem Hintergrund eines ehemaligen Tramnetzes statt.
Gemäß dem Stand der Planungen 2024 sollen entlang der ca. 26 Kilometer Strecke 30  neue Haltestellen entstehen (Am Wegfeld als Übergang zum Bestandsnetz nicht mitgezählt). Im Vergleich zum Bestandsnetz ergibt sich auf der Neubaustrecke durch die Überlandabschnitte ein höherer mittlerer Abstand zwischen Haltestellen von knapp unter 900 Metern – vergleichbar eher mit dem der U-Bahn Nürnberg. Folglich wird auch die Durchschnittsgeschwindigkeit mit etwas über 30 km/h deutlich höher als im Bestandsnetz sein.
Im Zuge wiederum geänderter politischer Konstellationen und der verbesserten Fördersituation nach Änderung des GVFG schlossen sich die Kommunen am „Ostast“ der geplanten StUB zum „LiBOS“ (landkreisübergreifendes interkommunales Bündnis Ostast StUB) zusammen, um für den Bau des Ostastes zu werben, sodass dieser wieder (als dann zweite Stufe nach dem L-Netz) in die politische Diskussion gerückt ist. Auch Städte wie Höchstadt an der Aisch, welche beim Bürgerentscheid noch führende Gegner des Projektes waren, werben heute für einen „Nordwestast“, der diese Region anbinden soll. Herzogenaurach und Höchstadt an der Aisch gehören – seit Einstellung des Personenverkehrs auf der Aurachtalbahn nach Herzogenaurach und der Hirtenbachtalbahn nach Höchstadt an der Aisch – zu den größten Städten Mittelfrankens ohne Schienenpersonenverkehr.
Nach den bereits oben erwähnten Bürgerentscheiden in der Vergangenheit fand am Termin der Europawahl 2024 in Erlangen ein Bürgerentscheid in Form eines Ratsbegehrens statt. Beschlossen wurde der Bürgerentscheid in der Stadtratssitzung vom 29. Februar 2024. Dabei wurden Anträge, noch einmal über die genaue Streckenführung oder eine nur teilweise Realisierung der geplanten Gesamtstrecke abstimmen zu lassen abgelehnt, sodass den Bürgern im Entscheid eine Frage nach der ganzen Stadt-Umland-Bahn vorgelegt wird. 52,4 % der Abstimmenden sprachen sich im Bürgerentscheid für das Projekt aus, sodass als nächster Schritt ein Planfeststellungsverfahren eingeleitet wird. Mit Stand 2024 wird für 2031  mit einer (Teil-)Inbetriebnahme gerechnet.
Mit Planungsstand April 2025 ist nahe der Stadtgrenze Erlangen/Herzogenaurach an der A3 neben einem Park&Ride-Parkhaus auch eine Abstellanlage für bis zu 21 Straßenbahnen geplant. Dies wäre die erste Möglichkeit, Straßenbahnen im Regelbetrieb außerhalb des Betriebshofes Heinrich-Alfes-Straße abzustellen, seit die diversen Nebenwerke stillgelegt wurden.

#### Ost-West-Querung durch die Altstadt oder durch die Pirckheimerstraße
Wiederholt wird über den Bau einer Straßenbahnstrecke durch die Nürnberger Altstadt diskutiert. Wie die ehemalige, nach dem Zweiten Weltkrieg nicht vollständig wiederhergestellte Linie 16 hätte diese Linie an den Haltestellen Rathenauplatz und Hallertor ihre Anknüpfungspunkte an das bestehende Netz. Der Trassenverlauf über Laufer Schlagturm – Rathaus – Hauptmarkt – Maxplatz würde in diesem Bereich dem der jetzigen Buslinie 36 entsprechen. Wann diese Strecke konkret in Angriff genommen wird, ist fraglich, da die Politik – vor allem die Nürnberger CSU – dem Projekt noch mehrheitlich ablehnend gegenübersteht. Diese Haltung wird zum einen mit der finanziellen Situation Nürnbergs begründet, zum anderen werden auch städtebauliche Aspekte als Hindernis angeführt. Ein Aspekt, der wiederholt debattiert wird, ist hierbei die Verwendung von Oberleitungen. Die jüngste Bestellung von Neufahrzeugen sieht daher explizit eine Nachrüstbarkeit der oberleitungslosen Technologie vor.
In Konkurrenz stünde die vielfach diskutierte Wiederaufnahme des Linienbetriebs durch die Pirckheimerstraße. Der Abschnitt wird seit der Inbetriebnahme der parallel verlaufenden U-Bahn noch für Betriebsfahrten genutzt. Der Linienbetrieb wird vom Vorstadtverein Nord, als Zugpferd von den ansässigen Ladenbetreibern und vielen Politikern der Stadtratsfraktionen gefordert, wäre aber 25 Jahre lang (gemessen ab Inbetriebnahme des entsprechenden Abschnittes der U3 im Jahre 2011 – also bis 2036) „förderschädlich“ zur U3. Er würde aber auf schon bestehender Trasse erfolgen und könnte nach Auslaufen der Förderschädlichkeit als Universitätslinie in die geplante Stadt-Umland-Bahn Nürnberg–Erlangen–Herzogenaurach integriert werden. Zeitungsberichte von 2020 werfen allerdings die Frage auf, ob die bestehende Infrastruktur ohne erhebliche Umbauten im Regelverkehr nutzbar ist. Insbesondere in Bezug auf Barrierefreiheit haben sich die Ansprüche erhöht.

#### Gartenstadt
Derzeit ist der Betriebshof Heinrich-Alfes-Straße nur über die Straßenbahnstrecke Christuskirche – Worzeldorfer Straße zu erreichen und wäre bei einem Unfall zwischen den Haltestellen Christuskirche und Frankenstraße vom restlichen Netz abgeschnitten. Deswegen war geplant, eine Verbindung zwischen den Haltestellen Finkenbrunn und Gibitzenhof durch die Minervastraße als zweiten Ausrückweg zu bauen. Uneinigkeit herrschte allerdings über die Ausführung: eingleisige Strecke ohne Linienbetrieb, eingleisige Strecke mit Linienbetrieb oder zweigleisige Strecke mit Linienbetrieb. Mittlerweile hat die VAG aus Kostengründen von dem Vorhaben „zweiter Ausrückweg als reine Betriebsstrecke“ Abstand genommen, somit schien eine Realisierung dieser Strecke nur noch gemeinsam mit der Stadtbahn nach Kornburg wahrscheinlich.
Im Februar 2020 stimmte der Verkehrsausschuss der Stadt Nürnberg einer Verlängerung der Straßenbahn zwischen Gibitzenhof und Finkenbrunn zu. Eine Ausschreibung zur Erstellung eines Planfeststellungsverfahrens fand im Januar 2021 statt. Die Gesamtprojektkosten für den Lückenschluss von etwa 1,7 Kilometer Länge sollen sich auf rund 20 Millionen Euro belaufen. Im März 2022 fand eine Informationsveranstaltung statt. Im Rahmen dieser wurde ein Zeitplan mit Baubeginn 2024 und Inbetriebnahme im 3. Quartal 2025 verkündet. Die Strecke soll größtenteils in Mittellage mit Rasengleis ausgeführt werden. Als neue Haltestelle ist der Minervaplatz geplant, welcher bisher durch die Buslinie 68 bedient wird. Der Verkehrsausschuss des Stadtrats beschloss in seiner Sitzung vom 22. September 2022 den Bau. Letzter Planungsstand von Anfang 2025 war, dass 2025 mit den Vorarbeiten begonnen wird, 2026 bis 2028 soll das Projekt ausgeführt. Der Planfeststellungsbeschluss wurde jedoch erst im Juli 2025 erteilt. Zu diesem Zeitpunkt war die Fertigstellung für das Jahr 2027 vorgesehen.

#### Stadtbahn nach Kornburg
Auch eine Strecke nach Kornburg war in den 1990er-Jahren in Planung und durch das „Intraplan-Gutachten“ von 1993 eigentlich priorisiert. Nach Beilegung der Streitigkeiten um die Führung der Trasse wurde das Projekt auf unbestimmte Zeit verschoben. Nachdem 2017 bekannt wurde, dass es unter inzwischen geänderten Bemessungskriterien keinen angemessenen Kosten-Nutzen-Faktor für diese Strecke gibt, wurde das Projekt von der Stadt zu den Akten gelegt; jedoch soll nach parteiübergreifendem Konsens im Stadtrat die Trasse freigehalten werden und zu einem späteren Zeitpunkt unter dann womöglich geänderten Rahmenbedingungen eine weitere Studie in Auftrag gegeben werden.

### Projekt Tram + (Szenario 2030)

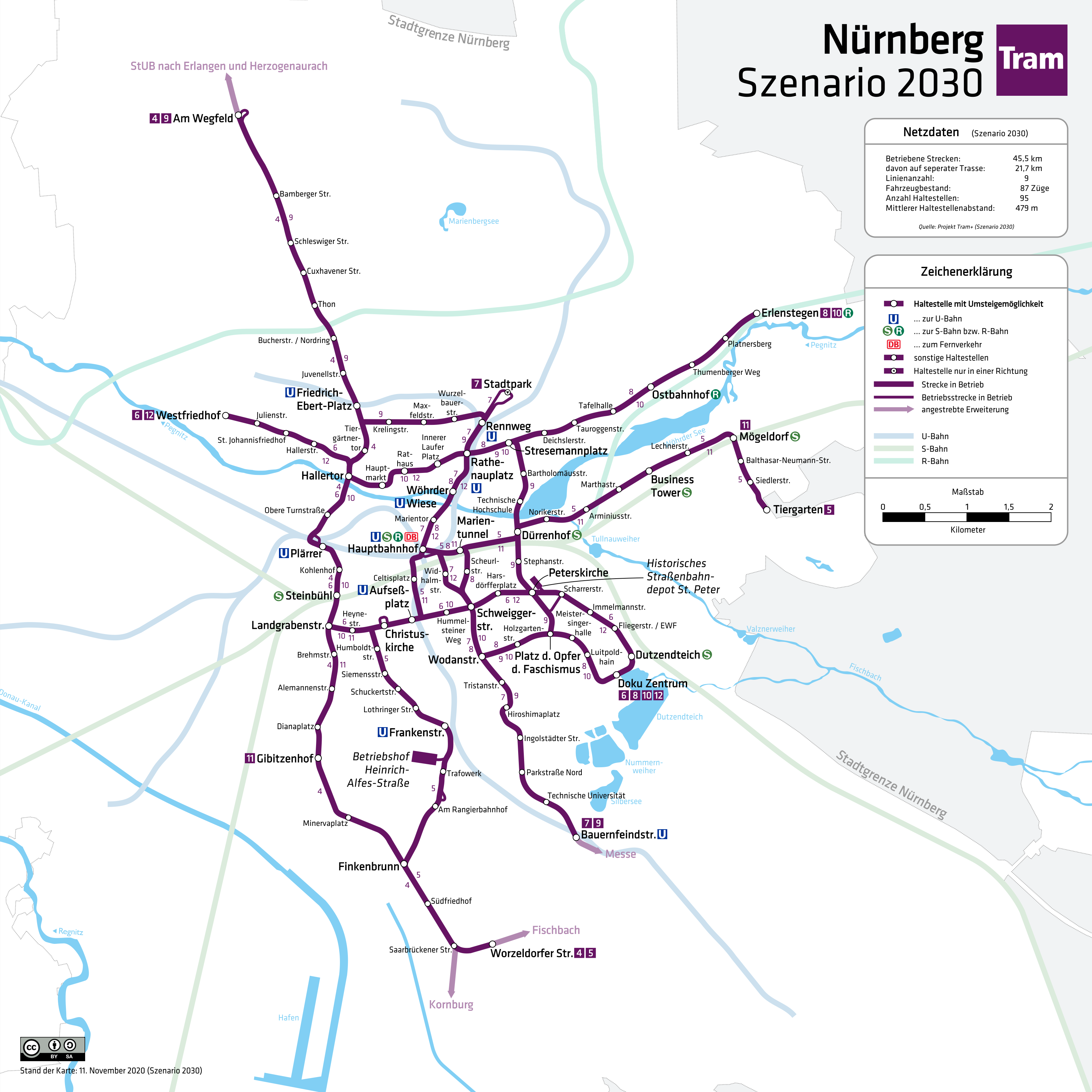
Straßenbahnnetz im Szenario 2030

Auf Basis einer durch einen externen Gutachter durchgeführten Verkehrsumlegung konnte nachgewiesen werden, dass für 2030 ca. 200 Mio. Fahrgäste pro Jahr (d. h. ungefähr 550.000 pro Tag) auf allen öffentlichen Verkehrsmitteln erreicht werden können. Auf Grundlage dessen wurden Ziele zur Angebotsverbesserung mittels Schaffung attraktiver Direktverbindungen und durch die Einrichtung eines 5-Min-Takts auf relevanten Netzabschnitten mittels Überlagerung verschiedener Linien erarbeitet. Als erster Schritt dafür wurde die Option auf Bestellung weiterer Siemens Avenio frühzeitig eingelöst.

#### Linie 7 bis Stadtpark
Um auf dem stark belasteten Abschnitt Hauptbahnhof bis Rathenauplatz, der von den U-Bahnlinien U2 und U3 sowie der Straßenbahnlinie 8 bedient wird, mehr Verbindungen zu ermöglichen, soll die Linie 7 über ihren bisherigen Endpunkt Hauptbahnhof hinaus die seit 1996 nur noch zu Betriebszwecken genutzte Wendeschleife am Stadtpark bedienen. Die Bauarbeiten für diese Erweiterung des Streckennetzes begannen 2023 und sollten bis zum Herbst 2025 andauern. Im Mai 2025 wurde die Eröffnung der neuen Strecke für September 2026 erwartet. Im Zuge der Umbaumaßnahmen wird der Straßenraum neu gegliedert, wobei auch der Radverkehr mehr Platz zur Verfügung gestellt bekommt. Die Wendeschleife wird um ein Überholgleis ergänzt um den Linienbetrieb auch in den Fällen, wenn Bahnen über die Schleife umgeleitet werden müssen, die üblicherweise nicht dort fahren, aufrechterhalten zu können. Ein weiteres seitens der Verwaltung genanntes Argument für den Bau dieser Linie ist, dass am Hauptbahnhof aus infrastrukturellen Gründen nur eine Straßenbahnlinie enden könne.

#### Straßenbahn nach Lichtenreuth
Zur Anbindung des künftigen Stadtteils Lichtenreuth, in dem sich auch die Technische Universität Nürnberg befinden wird, soll die Linie 7 mittels einer Neubaustrecke von Tristanstraße über den Ring hinaus bis zum U-Bahnhof Bauernfeindstraße verlängert werden. Die Fertigstellung ist bis 2026 vorgesehen.

#### Umbau Umsteigeknoten Plärrer
Im Zuge der beschlossenen Umgestaltung des Plärrers soll auch die Straßenbahnführung umgestaltet werden. Es werden vier barrierefreie Bahnsteige und eine neue Wendeschleife, die in beide Richtungen genutzt werden kann, eingerichtet.

#### Knotenpunkt Landgrabenstraße
Im Zuge der Neueinführung der Linien 10 und 11 ist ein Umbau des Knotenpunkts Landgrabenstraße nötig, damit künftig Direktverbindungen auf der Relation Gibitzenhof – Christuskirche möglich sind. Hierbei ist auch ein neuer Halt auf Höhe des Melanchthonplatzes vorgesehen.

#### Hochschullinie 9
Zur Verknüpfung der Hochschulstandorte in und um Nürnberg herum soll eine neu eingerichtete Hochschullinie 9 die Standorte der Friedrich-Alexander-Universität in Erlangen und Nürnberg (Bucher Straße/Nordring und Rathenauplatz), den neuen Campus der Evangelischen Hochschule Nürnberg (Rathenauplatz), die Musikhochschule Nürnberg (Veilhof), die Technische Hochschule Nürnberg (Wöhrd und Dürrenhof) und die Technische Universität Nürnberg (Lichtenreuth) miteinander verknüpfen. Hierzu ist eine Wiederinbetriebnahme des aktuell nur zu Betriebszwecken genutzten Abschnitts Rennweg bis Friedrich-Ebert-Platz durch die Pirckheimer Straße für den Linienbetrieb geplant. Außerdem ist eine etwa 2,6 km lange Neubaustrecke zwischen Stresemannplatz und Platz der Opfer des Faschismus über den S-Bahnhalt Dürrenhof vorgesehen.

#### Altstadtquerung
Weiterhin wird eine Altstadtquerung vom Hallertor über das Rathaus und den Inneren Laufer Platz zum Rathenauplatz angestrebt. Zur politischen Debatte über diese Strecke in der Vergangenheit, siehe weiter oben.

#### Erweiterungen
Des Weiteren sind Streckenverlängerungen vom Südfriedhof über Langwasser Mitte und das Klinikum Süd bis Fischbach (Verknüpfung zur S-Bahn), Neubaustrecken von der Saarbrückener Straße nach Kornburg sowie von der Bauernfeindstraße zur Messe und eine Teilinbetriebnahme der Stadt-Umland-Bahn nach Erlangen und Herzogenaurach Teil des Projekt Tram +. Ob die Strecke nach Fischbach dabei nur den außerhalb des Siedlungskerns gelegenen Bahnhof oder auch den Ort selbst anbinden soll, ist noch nicht entschieden.
Am 20. Juli 2023 wurde vom Verkehrsausschuss Nürnberg eine Erweiterung der Linie 7 über Bauernfeindstraße hinaus beschlossen, die via Messe Süd über Gleiwitzer Straße zum Südklinikum verläuft. Die Auswertungen hatten zuvor einen Nutzen-Kosten-Faktor von 1,08 für die endgültige Strecke ergeben.

#### Linienneuordnung
Im Endszenario sollen neue Linien die stark genutzten Äste auf einen 5-Minuten-Takt mit folgendem Linienkonzept verdichten:
| Linie | Linienweg (mit wichtigen Haltestellen) |
| ----- | --- |
| 4     | Am Wegfeld – Friedrich-Ebert-Platz – Hallertor – Plärrer – Steinbühl – Landgrabenstraße – Gibitzenhof – Finkenbrunn – Worzeldorfer Straße                                                                                       |
| 5     | Tiergarten – Mögeldorf – Business Tower – Dürrenhof – Marientunnel – Hauptbahnhof – Aufseßplatz – Christuskirche – Frankenstraße – Finkenbrunn – Worzeldorfer Straße                                                            |
| 6     | Westfriedhof – Hallertor – Plärrer – Steinbühl – Landgrabenstraße – Christuskirche – Aufseßplatz – Schweiggerstraße – Peterskirche – Dutzendteich – Doku-Zentrum                                                                |
| 7     | Stadtpark – Rennweg – Rathenauplatz – Wöhrder Wiese – Hauptbahnhof – Widhalmstraße – Schweiggerstraße – Wodanstraße – Bauernfeindstraße                                                                                         |
| 8     | Erlenstegen – Ostbahnhof – Stresemannplatz – Rathenauplatz – Wöhrder Wiese – Hauptbahnhof – Marientunnel – Schweiggerstraße – Wodanstraße – Platz der Opfer des Faschismus – Doku-Zentrum                                       |
| 9     | Am Wegfeld – Friedrich-Ebert-Platz – Rennweg – Rathenauplatz – Stresemannplatz – Dürrenhof – Peterskirche – Platz der Opfer des Faschismus – Wodanstraße – Bauernfeindstraße                                                    |
| 10    | Erlenstegen – Ostbahnhof – Stresemannplatz – Rathenauplatz – Hallertor – Plärrer – Steinbühl – Landgrabenstraße – Christuskirche – Aufseßplatz – Schweiggerstraße – Wodanstraße – Platz der Opfer des Faschismus – Doku-Zentrum |
| 11    | Mögeldorf – Business Tower – Dürrenhof – Marientunnel – Hauptbahnhof – Aufseßplatz – Christuskirche – Landgrabenstraße – Gibitzenhof                                                                                            |
| 12    | Westfriedhof – Hallertor – Rathenauplatz – Hauptbahnhof – Widhalmstraße – Schweiggerstraße – Peterskirche – Dutzendteich – Doku-Zentrum                                                                                         |

## Verbindung mit anderen Verkehrsmitteln
An einigen Haltestellen der Straßenbahn besteht Umsteigemöglichkeit zur U-Bahn Nürnberg (Rathenauplatz, Wöhrder Wiese, Hauptbahnhof, Plärrer, Aufseßplatz, Frankenstraße, Friedrich Ebert Platz) oder zur S-Bahn Nürnberg (Nürnberg Hauptbahnhof, Steinbühl, Ostring/Business-Tower, Mögeldorf, Dutzendteich, Dürrenhof). Übergang zum Regionalverkehr besteht an den Bahnhöfen Ostbahnhof und Erlenstegen entlang der nicht elektrifizierten rechten Pegnitzstrecke. Darüber hinaus gibt es an der Haltestelle am Wegfeld einen Park & Ride Parkplatz und an vielen Haltestellen VAG-Rad-Stationen. Von den 76 Haltestellen liegen 54 innerhalb der Flexzone. Von den außerhalb der Flexzone gelegenen Haltestellen verfügen acht über feste VAG Rad Stationen, namentlich die Haltestellen am Wegfeld, Thon, Ostbahnhof, Mögeldorf, Tiergarten, Trafowerk, Finkenbrunn und Worzeldorfer Straße.